# Samuel Kleinschmidt

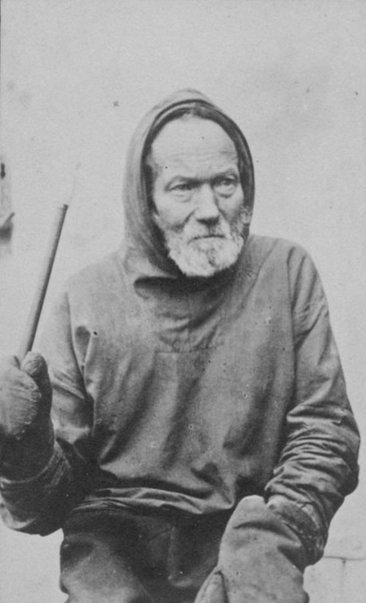
Das einzige Foto Samuel Kleinschmidts (Fotograf: Jens Arnold Diderich Jensen, 1885), der sich ansonsten stets weigerte, fotografiert zu werden.

Samuel Petrus Kleinschmidt (* 27. Februar 1814 in Lichtenau (Alluitsoq); † 9. Februar 1886 in Nuuk) war ein deutsch-grönländischer Missionar der Herrnhuter Brüdergemeine.
Er wuchs in Grönland und Europa auf und verbrachte den Rest seines Lebens in Grönland. Kleinschmidt war ein Universalgelehrter, der in verschiedenen Bereichen wissenschaftliche Pionierleistungen erbrachte. So schuf er die erste standardisierte grönländische Rechtschreibung, verfasste die bis dahin genaueste Grammatik und das ausführlichste Wörterbuch, auf ihn geht die erste vollständige grönländische Bibelübersetzung zurück. Er verfasste außerdem mehrere wissenschaftliche Lehrbücher sowie Leselernbücher und betätigte sich nebenbei in Meteorologie und Kartographie. Durch seine Verhaltensweisen und Ansichten geriet er mit vielen europäischen Kolonialangestellten und Missionaren in Konflikt, während er von der grönländischen Bevölkerung sehr geschätzt wurde.

## Leben

### Kindheit in Grönland
Samuel Kleinschmidt wurde als Sohn des deutschen Missionars Konrad Kleinschmidt (1768–1832) und dessen dänischer zweiter Ehefrau Christina Petersen (1780–1853) in der Herrnhuter Missionsstation Lichtenau (Alluitsoq) geboren. Er hatte drei ältere Halbgeschwister aus der ersten Ehe des Vaters, die jedoch nicht bei der Familie aufwuchsen. Zwei weitere Halbgeschwister waren vor Samuels Geburt gestorben. Nach dem Tod der ersten Ehefrau heiratete sein Vater 1813 erneut und bekam weitere Kinder: Samuel war der älteste Sohn; er bekam später noch zwei Schwestern sowie einen Bruder, der jedoch als Kleinkind starb. Er wurde vermutlich nach K'âjarnaĸ benannt, der 1739 mit dem Namen Samuel als erster Grönländer von der Herrnhuter Brüdergemeine getauft worden war. Kleinschmidt wuchs vermutlich zweisprachig mit Deutsch und Grönländisch als Muttersprachen auf, konnte aber auch Dänisch. Als er etwa acht Jahre alt war, wurde er von einem Ochsen angegriffen und so stark erschreckt, dass er danach dauerhaft zu stottern begann. In Lichtenau wurde er von Missionar Valentin Müller unterrichtet, bis er – wie seine älteren Halbgeschwister – 1823 seine Ausbildung in Europa fernab der Eltern fortsetzte.
Sein Vater plante ab 1821 die Gründung einer weiteren Missionsstation. Um sein Anliegen durchzusetzen, reiste er 1823 mit seiner Familie nach Europa. Ein Boot brachte sie von Alluitsoq nach Qaqortoq. Von dort reisten sie am 24. August mit dem Schiff nach Europa. Am 25. September erreichten sie Flekkefjord in Norwegen. Anschließend fuhren sie weiter nach Kopenhagen, wo sie am 4. Oktober ankamen. Nach einem kurzen Aufenthalt dort reisten sie mit einer Kutsche weiter nach Christiansfeld, wo seine Mutter früher gewohnt hatte, und anschließend ins sächsische Kleinwelka, das sie Mitte November erreichten. Dort betrieb die Herrnhuter Brüdergemeine ein Internat für Kinder der Missionare aus aller Welt. Samuel und seine beiden Schwestern wurden dort einquartiert. Ihre Eltern reisten zwei Tage später ab, und sie sollten ihren Vater nie wieder sehen.

### Jugend in Europa

#### Sachsen

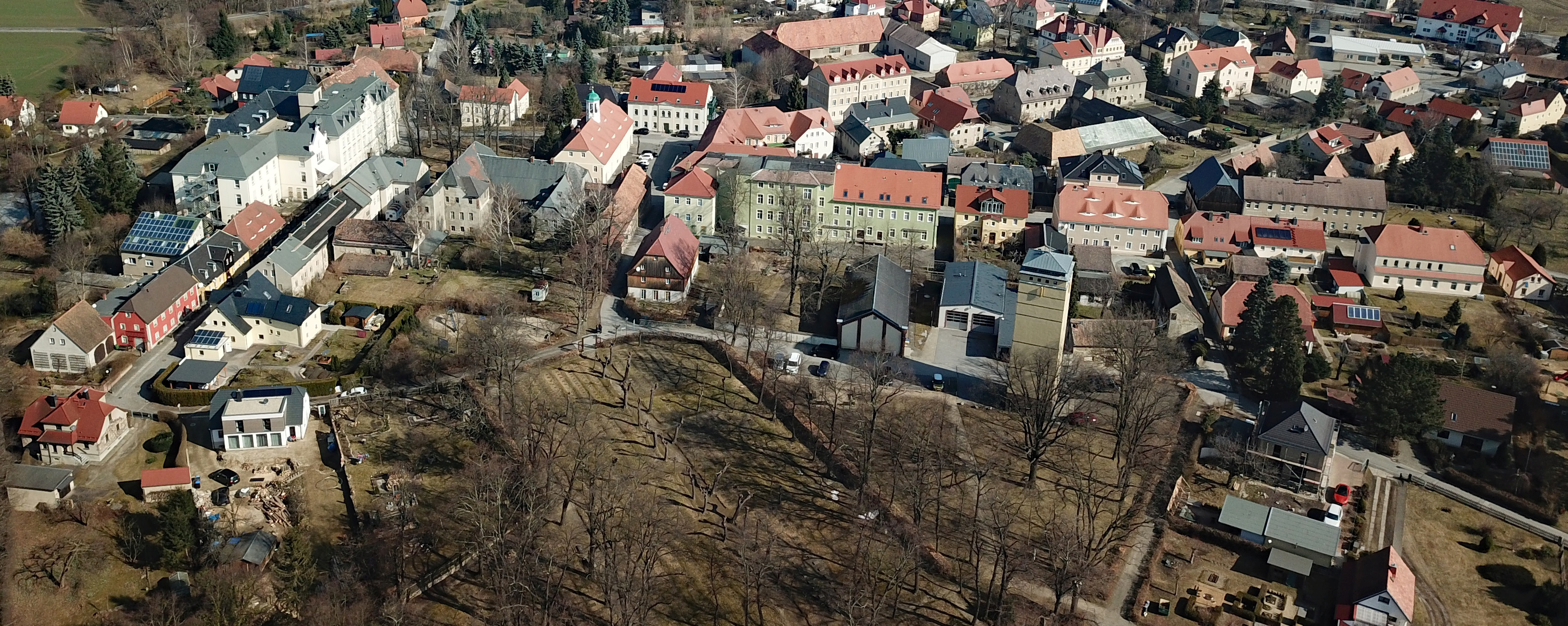
Die Kolonie Kleinwelka, wo der junge Samuel Kleinschmidt von 1823 bis 1827 die Schule besuchte.

In Kleinwelka zeigte sich schnell, dass Samuel hochbegabt war. Gemeinsam mit dem gleichaltrigen Ernst Bourquin erhielt er ab 1826 Sonderunterricht in Latein und Englisch. Damit war er eigentlich qualifiziert, das Pädagogium in Niesky zu besuchen, wo sein Halbbruder Emanuel mittlerweile als Lehrer arbeitete. Aber wegen seines Stotterns weigerte sich die Schulleitung, ihn aufzunehmen. Man überlegte deswegen, was der junge Samuel stattdessen tun sollte. Er wollte selbst Kunstmaler werden, was auch sein Vater für eine gute Idee hielt. Dies wurde jedoch abgelehnt. Stattdessen ließ man ihn zwischen einer Ausbildung zum Kupfer- oder Goldschmied wählen. Zu diesem Zeitpunkt wäre er lieber Uhrmacher geworden, da er eher schwächlich gebaut war, aber letztlich musste er sich für eine Lehre zum Goldschmied in Herrnhut entscheiden. Kurze Zeit später revidierte man diese Entscheidung jedoch, da seine Halbschwester Karoline ihm einen Lehrplatz als Apotheker im niederländischen Zeist vermitteln konnte.

#### Niederlande

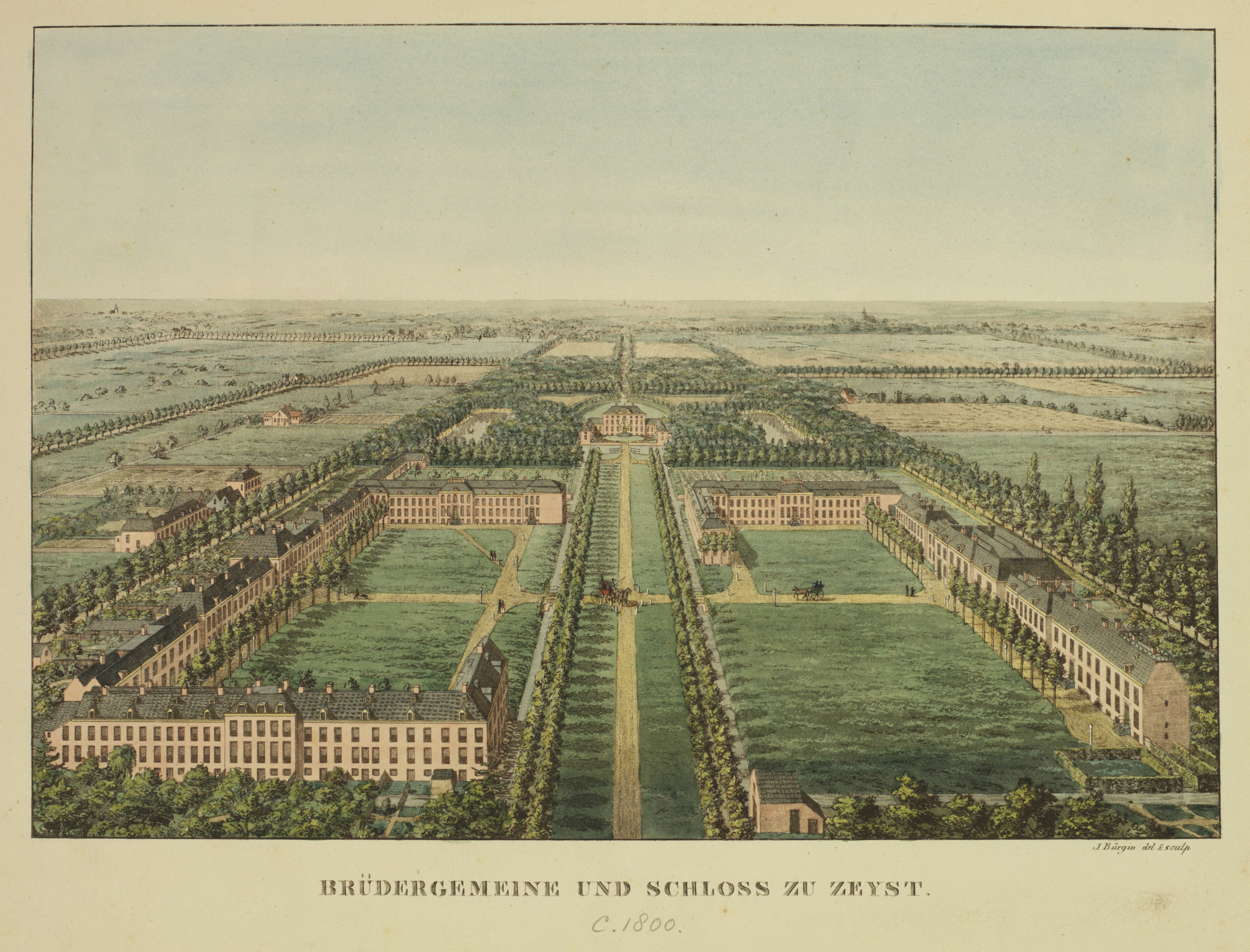
Ansicht der Siedlung der Herrnhuter Brüdergemeine in Zeist, wo Samuel Kleinschmidt von 1827 bis 1835 lebte.

Im April 1827 reiste er somit zu Fuß von Kleinwelka erst nach Neuwied und dann nach Zeist. Während er in Zeist lebte, hörte er auf zu stottern. Er lebte anfangs in der Nähe seiner Halbschwester, die für ihn wie eine Mutter wurde, bevor sie 1829 mit einem Missionar verheiratet wurde und in die Karibik zog. Es ist überliefert, dass Samuel Kleinschmidt in seiner Jugend introvertiert war, häufig in der Bibliothek saß und sich Wissen aneignete, während er kaum Interesse hatte, Zeit mit Gleichaltrigen zu verbringen.
1832 wurde sein Halbbruder Emanuel zum Mitdirektor am Pädagogium ernannt. Er versuchte zu erreichen, dass Samuel nach einem Vorbereitungskurs ab 1833 Theologie studieren dürfe, obwohl er das Pädagogium nicht besucht hatte. Diese Idee wurde jedoch abgelehnt, unter anderem weil sein Meister ihn brauchte und weil der Vorschlag nicht von Samuel selbst kam.
Nachdem Samuel seine Lehre 1832 abgeschlossen hatte, blieb er somit vorerst als Geselle in der Apotheke in Zeist. 1834 überlegte man, ihn als Lehrer in Königsfeld im Schwarzwald einzustellen, verwarf diese Idee aber auch aufgrund seines Charakters.

#### Dänemark

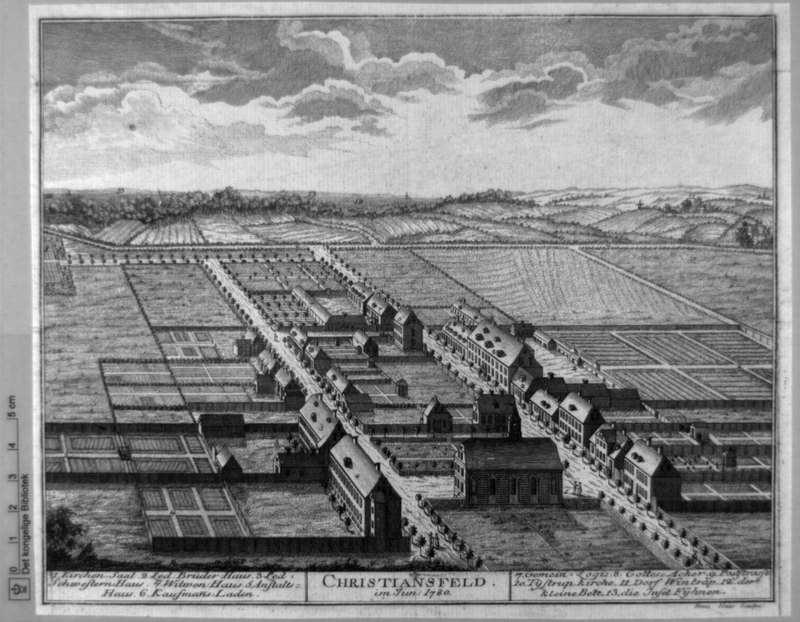
Ansicht von Christiansfeld, wo Samuel Kleinschmidt von 1835 bis 1841 lebte.

1835 bat Samuel um eine Versetzung nach Neudietendorf, dem Heimatort seines Vaters, da er gehört hatte, dass seine drei Jahre zuvor verwitwete Mutter nach Europa zurückkehren wollte. Seine Mutter ließ sich jedoch in ihrer alten Heimat Christiansfeld nieder, weswegen Samuel Kleinschmidt im November 1835 dorthin reiste. Eigentlich sollte er in der dortigen Apotheke arbeiten, aber da er mehr Interesse für Homöopathie hatte, verzichtete er darauf und begann stattdessen im dortigen Laden zu arbeiten. 1837 bot man ihm an, homöopathischer Arzt in Suriname zu werden, aber vermutlich lehnte er selbst ab. 1838 wurde ihm eine Stelle als Apotheker in Neudietendorf angeboten, aber auch hier lehnte er ab.
Obwohl er bereits anderthalb Jahre dort gelebt hatte, wurde er erst im Mai 1837 offiziell in die Gemeine in Christiansfeld aufgenommen. Es war in der streng reglementierten Brüdergemeine nicht üblich, ohne Genehmigung zu verreisen oder umzuziehen, aber dem hatte Samuel Kleinschmidt sich mit seinem Wegzug aus Zeist widersetzt. Er lebte im Brüderchor, der von seinem Onkel Niels Petersen geleitet wurde, und arbeitete währenddessen als begabter Buchhalter im Laden.
Im August 1837 wurde Samuel als Aufseher im Internat in Christiansfeld angestellt, vor allem auf Empfehlung von Ernst Reichel, der am Internat arbeitete und Freund von seinem Halbbruder Emanuel war. Nachdem mehrere Lehrer in Christiansfeld versetzt worden waren, überlegte man, Kleinschmidt zum Lehrer zu befördern. Aber der Schulleiter Philipp Jacob Roentgen weigerte sich erneut aus Charaktergründen. Kleinschmidt war ein arbeits- und wissensbegieriger Einzelgänger, der aufgrund seiner eigenen Fähigkeiten die seiner Schüler nicht richtig einzuschätzen vermochte, was ihn als Pädagogen potentiell ungeeignet machte. Da Roentgen jedoch keinen Ersatz finden konnte, wurde Kleinschmidt 1840 dennoch Lehrer.
In Christiansfeld lernte Kleinschmidt Peder Kragh kennen, der 1838 im nahegelegenen Lintrup Sogn zum Pastor ernannt worden war. Von 1818 bis 1828 war Kragh für die dänische Mission in Grönland tätig gewesen, wo er großes Interesse an der Sprache zeigte. 1840 wurde eine Stelle als Missionar in Samuel Kleinschmidts Geburtsort Lichtenau frei. Trotz seines schwierigen Charakters sah man ihn diesmal als gute Wahl, vor allem weil er selbst von dort stammte. Auch den in Königsfeld tätigen Lehrer Carl Wilhelm Fliegel hatte man in Betracht gezogen und wie üblich ließ man das Los entscheiden, wobei Kleinschmidt gewann. Nachdem er ein letztes Mal Weihnachten mit seiner Mutter und seinen beiden Schwestern Cornelia und Elisabeth gefeiert hatte, wurde er am 4. Januar 1841 zum Akoluth (Missionshelfer) ernannt und am 26. März reiste er aus Christiansfeld ab, um sich auf den Weg nach Grönland zu machen.

### Missionstätigkeit in Grönland

#### Lichtenau

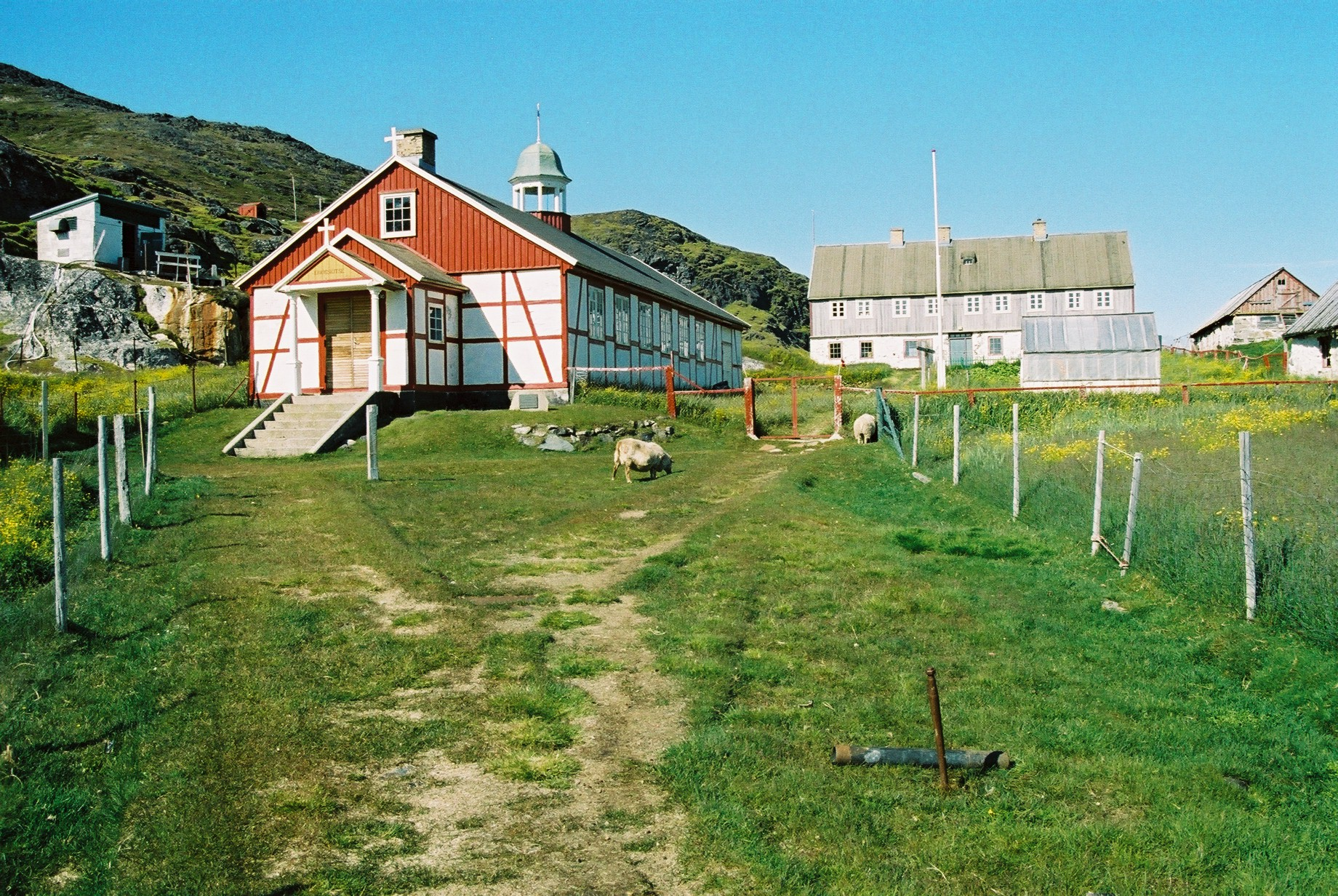
Die Kirche und die Pastorenwohnung in Alluitsoq. Beide wurden erst nach Samuel Kleinschmidts Zeit dort errichtet.

Er erreichte Qaqortoq und fuhr von dort aus mit dem Boot nach Lichtenau, wo er am 10. Juni 1841 ankam. Er war zu diesem Zeitpunkt seit 18 Jahren nicht mehr in Grönland gewesen. Anfangs musste Kleinschmidt vor allem praktische Arbeiten in den Bereichen Nahrungsversorgung, Bau oder Landwirtschaft übernehmen. Noch im selben Jahr unternahm er mit seinen Kollegen eine Untersuchungsreise, um das mittelalterliche Kloster St. Olaf zu finden. Sie suchten vergeblich auf der Insel Uunartoq, die rund zwölf Kilometer östlich von Alluitsoq liegt; erst später wurden die Ruinen rund fünf Kilometer weiter nördlich auf dem Festland bei der Schäfersiedlung Narsarsuaq entdeckt. Wegen seiner aus seiner Kindheit stammenden Angst vor Ochsen konnte er sich nur um die Ziegen kümmern; tatsächlich begann er kurz nach seiner Ankunft wieder stärker zu stottern.
Nebenher musste Kleinschmidt sich auch der Missionarstätigkeit widmen, wozu der Schulunterricht der Kinder gehörte. Er kritisierte die vorhandenen Leselernbücher als wirkungslos, was sich in den vorgefundenen Lesefähigkeiten der Kinder widerspiegelte, und schuf seine eigene Methode, die sich als deutlich erfolgreicher herausstellte. Er hielt es für nutzlos zu versuchen, vierjährigen Kindern Lesen beizubringen. Stattdessen schlug er die Gründung von Vorschulklassen für die vier- bis siebenjährigen Kinder vor. Sein Vorschlag wurde erst einige Jahrzehnte später eingeführt. Allerdings gelang es ihm durchzusetzen, dass die Schüler in zwei getrennten Gruppen unterrichtet wurden: Die Kinder wurden aufgeteilt in eine Gruppe derjeniger, die lesen konnten, und jener, die nicht lesen konnten. Offiziell stieg die Anzahl der Schüler, die gut lesen konnten, anschließend stark an. Allerdings beschwerte sich Kleinschmidt in Briefen darüber, dass die anderen Missionare die Berichte beschönigten.
Samuel Kleinschmidt hatte aufgrund seiner Herkunft gänzlich andere Voraussetzungen und dazu einen andersartigen Charakter im Vergleich zu den anderen Missionaren. Wie man bereits in seinen jungen Jahren befürchtet hatte, führte dies zu Autoritätskonflikten. Kleinschmidt hatte Grönländisch als Muttersprache gelernt, wenn auch in den Jahren in Europa teils vergessen. Für die anderen Missionare war Grönländisch eine äußerst schwer zu erlernende Fremdsprache. Obwohl Kleinschmidt somit bereits nach kurzer Zeit besser Grönländisch sprach als alle seine Kollegen, weigerte er sich Predigten zu halten, da er der Meinung war, dass seine Sprachfähigkeiten dafür zu schlecht waren und man der Bevölkerung ein solches Kauderwelsch nicht zumuten könne. Erst 1843 hielt er seine erste Andacht und einige Jahre später gezwungenermaßen auch seine erste Predigt, wobei er im Gegensatz zu allen anderen Missionaren nicht vorlas, sondern frei vor den Grönländern sprach.
Er hatte einen systematischen Blick für die Sprache und plante bereits nach kurzer Zeit, eine Überarbeitung der grönländischen Grammatik und des Wörterbuchs zu verfassen. Hierbei sollte die Sprache weniger aus Sicht eines Lateinkundigen analysiert werden, sondern völlig neutral. Er beschwerte sich auch über die von Anfang an unsystematische Rechtschreibung und plante große Änderungen. Vor allem in diesem Bereich geriet er in Konflikt mit seinem Vorgesetzten Valentin Müller, der bereits 1813 mit Kleinschmidts Eltern nach Grönland gekommen war und nun ähnlich arrogant und beherrschend wie einst Samuel Kleinschmidts Vater auftrat. Vor allem das Menschenbild, das Müller und Kleinschmidt jeweils von den Grönländern hatten, unterschied sich bei beiden stark: Müller sah die Bevölkerung nur als „Missionsobjekte“, deren erfolgreiche Missionierung sein eigenes Ansehen steigern konnte, während Kleinschmidt in ihnen eigene Landsleute sah.
Obwohl das Verhältnis zwischen der dänischen Kolonialmacht und den Herrnhuter Missionaren seit jeher stark angespannt war, erhielt Kleinschmidt um 1842 von Inspektor Carl Peter Holbøll ein Set Silberbesteck geschenkt, nachdem er den Dänen nach dem Tod von Missionar Hans Peter Bech und dem darauffolgenden Selbstmord von Kolonialverwalter Ove Kielsen mit der Buchhaltung geholfen hatte. Während Holbøll Konrad Kleinschmidt seinerzeit am liebsten aus Grönland verbannt hätte, sah er in dessen Sohn einen Herrnhuter Missionar ohne die sonst von diesen bekannte Sturheit. Der Konflikt mit Valentin Müller war hingegen so groß, dass alle Missionare 1845 in Briefen ihre Streitigkeiten gegenüber der Herrnhuter Direktion erläutern sollten. Kleinschmidt wünschte, versetzt zu werden. Noch im selben Jahr hätte er abreisen sollen, aber er strandete wetterbedingt in der Missionsstation Friedrichsthal (Narsarmijit). Im folgenden Jahr konnte ein Jäger ihn in seinem Boot mitnehmen. Nach 18 Tagen auf See erreichte er die Missionsstation Lichtenfels (Akunnaat). Auf der Reise zeichnete er Landkarten von der grönländischen Küste. Die Bevölkerung, die er in Alluitsoq zurückließ, war sehr traurig über seine Versetzung, da sie ihn als einzigen Missionar als einen von ihnen betrachteten.

#### Lichtenfels

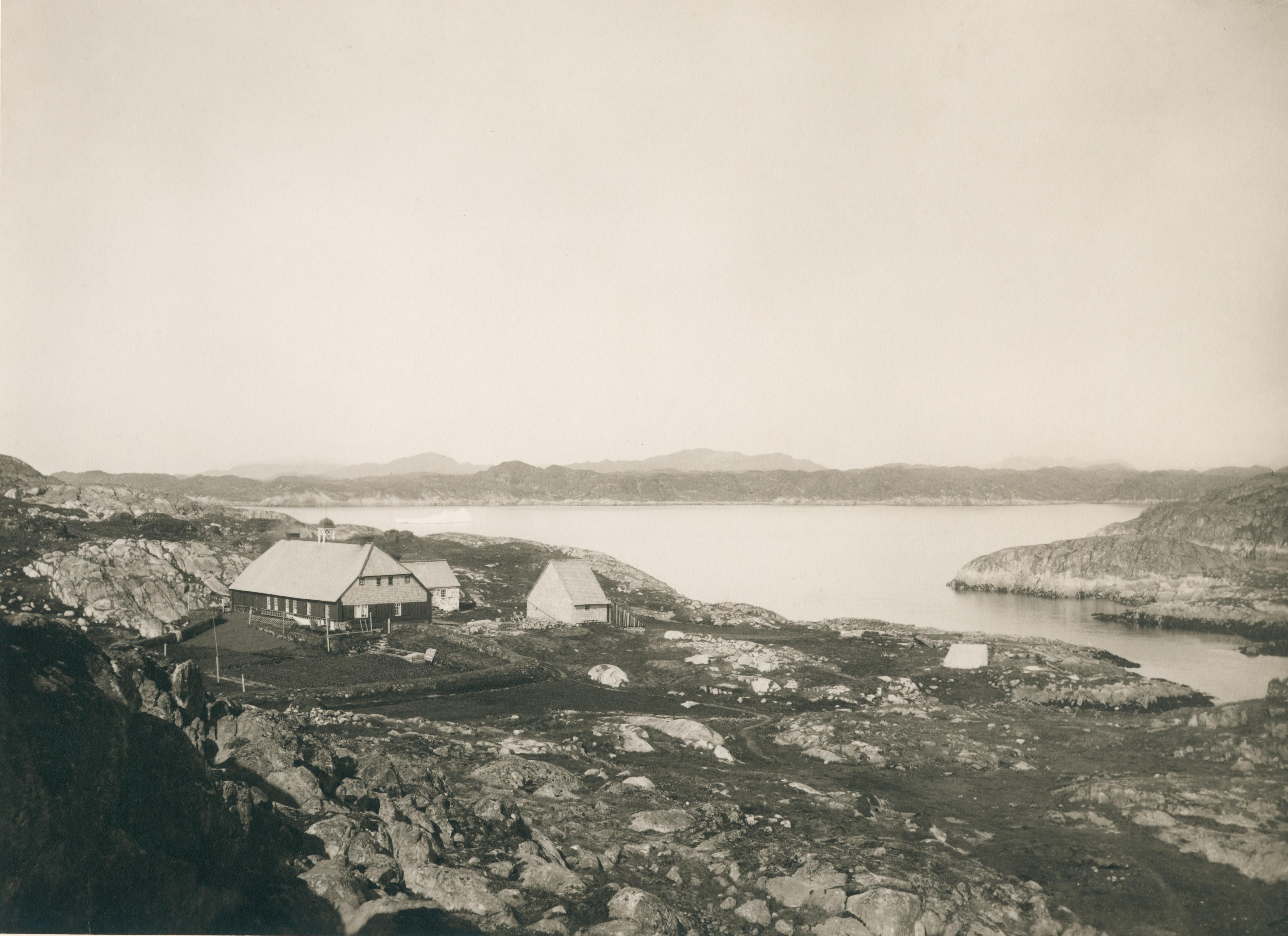
Das Missionsgebäude in Akunnaat um 1900.

Als er nach Lichtenfels (Akunnaat) kam, litt die eine Missionarsfamilie unter einer schweren Krankheit mit schmerzhaften Beulen, weswegen Kleinschmidt einen großen Teil ihrer Arbeit übernehmen musste. Er steckte sich schließlich bei ihnen an und genas erst nach rund einem Jahr im Herbst 1847. Der Distriktsarzt Rasmus Christian Rasmussen hatte ihn nicht heilen können. Vermutlich in diesem Jahr ließ er sich zwei homöopathische Bücher zuschicken und meinte schließlich, dass ein Löffelkraut ihn geheilt habe. Während dieser Zeit lernte er auch den Missionar Carl Janssen kennen, der ihn im September 1847 beschrieb als einen Mann mit Halbglatze, roten Haaren und Bart mit Krätze und verschorfter Kopfhaut, der in löchrigen Hosen herumlaufe und bei jeder möglichen Gelegenheit trinke.
Nach seiner Genesung begann Kleinschmidt wieder verstärkt mit der Missionsarbeit, wobei er sich – für Missionare unüblich – ein Kajak anschaffen ließ, um die Bevölkerung in der Umgebung besuchen zu können.
Bereits 1846 hatte er seinen ersten Entwurf für die grönländische Grammatik an seinen Halbbruder geschickt, der zu diesem Zeitpunkt als Pastor im schwedischen Göteborg arbeitete. 1847 arbeitete er weiter an der Grammatik und schickte Kopien an die anderen Missionare, um Unterstützung von diesen für seine Vorschläge für die Rechtschreibung zu erhalten.
Im Sommer 1848 ließ er sich überreden, mit einem englischen Walfängerschiff nach Labrador zu reisen, um die dort lebenden Inuit zu erforschen. Anschließend sollte er mit dem Schiff nach Europa fahren, um von dort nach Grönland zurückkehren zu können. Aus unbekannten Gründen wurden diese Pläne jedoch vorerst verworfen. Er hatte sich vermutlich von dem Aufenthalt bessere Kenntnisse über die Sprache der dortigen Inuit erhofft, die er für seine eigene Grammatik hätte nutzen können.
Während die Jahre in Lichtenau von dauerhaften Konflikten zwischen den Missionaren und Missachtung gegenüber Kleinschmidt geprägt waren, erlebte er in Lichtenfels ein freundschaftliches und friedliches Zusammenleben, und seine Kollegen waren traurig, als er 1848 in die Missionsstation Neu-Herrnhut (Noorliit) umzog.

#### Neu-Herrnhut

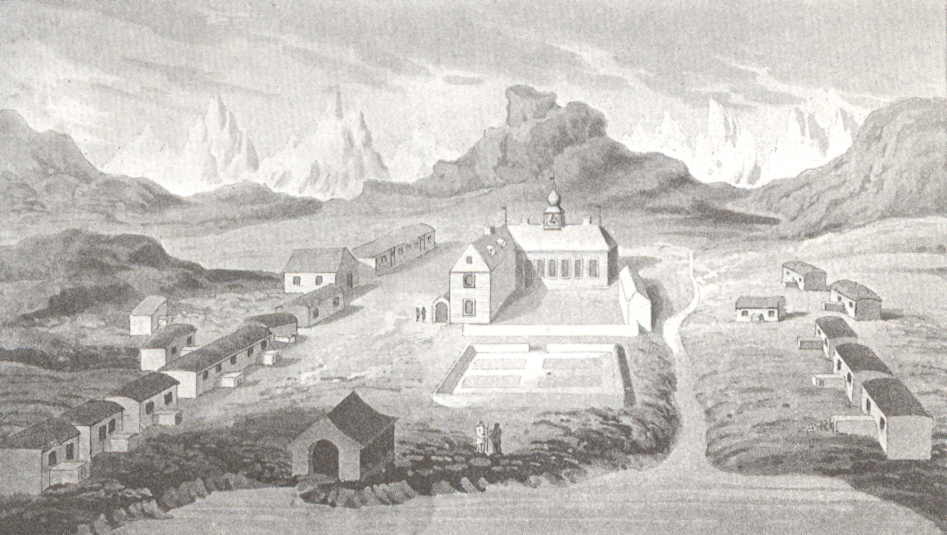
Noorliit lange vor Samuel Kleinschmidts Zeit

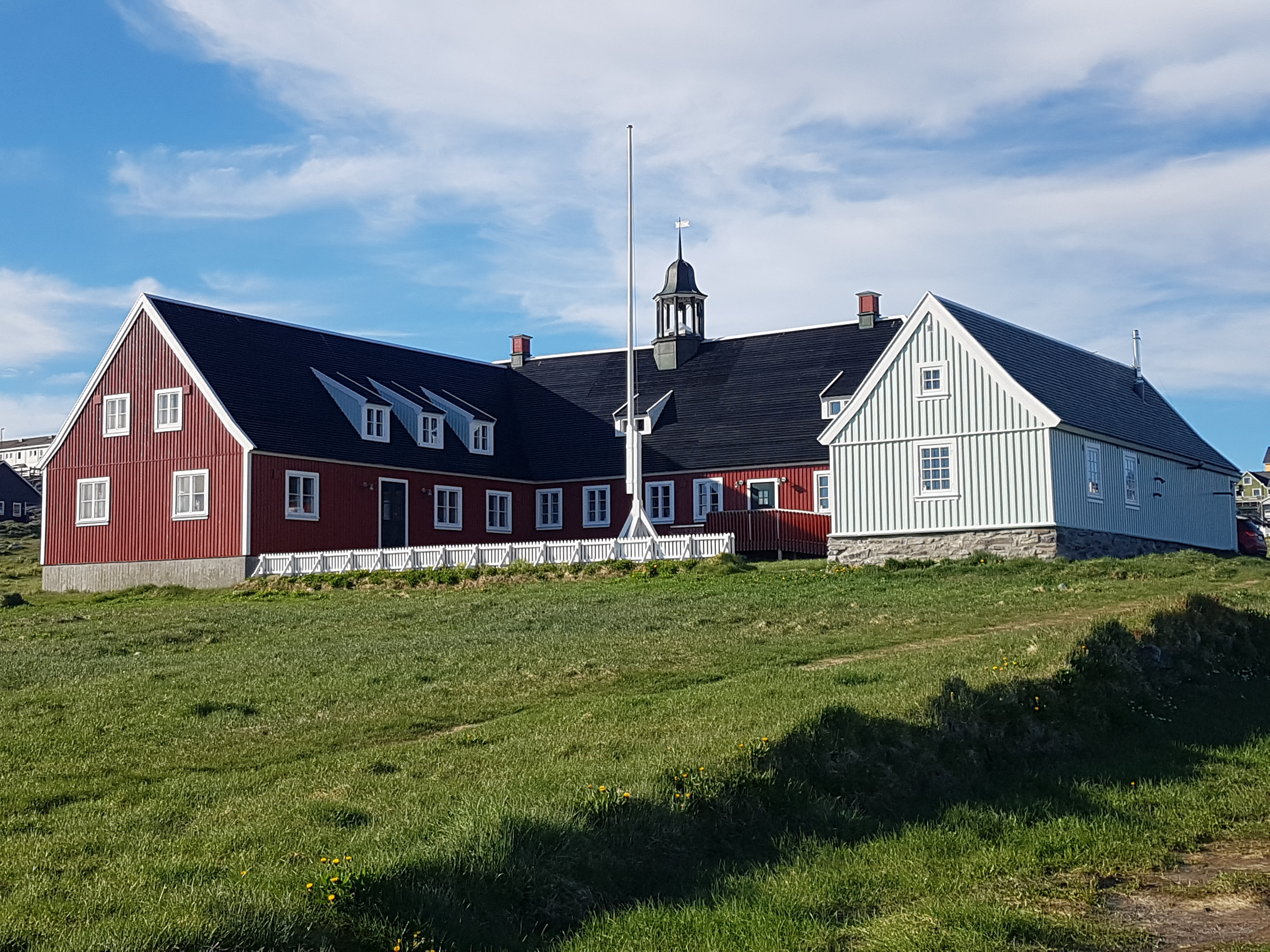
Das Missionsgebäude in Noorliit heute

In Neu-Herrnhut waren die anderen Missionare von Kleinschmidts Ankunft nicht erfreut, da sie von den Zusammenarbeitsproblemen in Lichtenau gehört hatten und sie keinen Nutzen in dem schmächtigen Mann sahen, der dafür bekannt war, für körperliche Arbeit ungeeignet zu sein. Er erhielt die Aufgabe des Schulunterrichts zugewiesen, die bei den anderen Missionaren unbeliebt war. Kleinschmidt führte auch hier mehrere Änderungen ein, unter anderem unterrichtete er Jungen und Mädchen gemeinsam. Er unterrichtete auch in Blasmusik und war selbst als Organist tätig. Er versuchte, die Herausgabe eines neuen Litaneibuchs zu erreichen, und verfasste vermutlich selbst zahlreiche grönländische Texte für Kirchenlieder. Als Dank für die gute Arbeit in der Schule musste er sich nicht um die praktische oder kirchliche Arbeit kümmern, die die anderen Missionare übernahmen.
In Neu-Herrnhut verschärften sich die Probleme zwischen Kleinschmidt und seinen Kollegen beziehungsweise der Herrnhuter Brüdergemeine insgesamt wieder. Kleinschmidt zeigte sich schwer enttäuscht davon, dass seine liebevoll verfassten und genauen, wirklichkeitsgetreuen Berichte, die er nach Europa sandte, vor ihrer Veröffentlichung zensiert, gekürzt und beschönigt wurden. Daneben verstand er sich gut mit den dänischen Kollegen, was den anderen Herrnhuter Missionaren ein Dorn im Auge war. Seine grönländischen Verhaltensweisen, seine Freundschaft zur grönländischen Bevölkerung sowie seine allseits bekannte fehlende Hygiene, die damals eher grönländischen als europäischen Standards entsprach, sorgten für weitere Missachtung seitens der Kollegen.
1845 war in Nuuk das Lehrerseminar Grønlands Seminarium gegründet worden, um Grönländer als Katecheten ausbilden zu können, die die Aufgaben der Missionare außerhalb der Kolonien wahrnehmen sollten. Die Brüdergemeine hielt dies grundsätzlich für eine gute Idee und plante die Gründung einer vergleichbaren Institution für die herrnhutisch missionierten Grönländer. Samuel Kleinschmidt sollte die Schule leiten, vor allem aufgrund seiner guten Sprachkenntnisse. Er schlug vor, dass sie in Lichtenau oder Friedrichsthal errichtet werden sollte, da die Bevölkerung dort fleißiger, ordentlicher und sparsamer war als in Neu-Herrnhut oder Lichtenfels und somit besser qualifiziert für eine Ausbildung. Die Direktion war jedoch der Meinung, dass sie sich in Neu-Herrnhut befinden sollte. Es wurde Wert darauf gelegt, dass die Schüler nicht zu europäisch würden und eher lernten, gute Jäger zu werden, als gut lesen zu können. Bereits 1850 sollte die Helferschule in Betrieb genommen werden. Kleinschmidt hatte um die Errichtung eines eigenen Gebäudes und die Schaffung von notwendigem Inventar sowie Unterrichtsmaterialien gebeten. Es wurde jedoch beschlossen, dass der Unterricht vorerst im bisherigen Schulgebäude stattfinden sollte. Die zugesandten Unterrichtsmaterialien enttäuschten Kleinschmidt qualitativ schwer. Im ersten Jahr wurden sechs Schüler zwischen 13 und 21 Jahren aufgenommen, wobei fünf von ihnen aus Neu-Herrnhut stammten und nur einer aus Lichtenfels; dazu zeigte sich, dass keiner von ihnen überhaupt ausreichend lesen konnte. Im ersten Jahr waren die Erfolge der Schüler mäßig, was Kleinschmidt vor allem der Armut und Hunger zuschob. Er schlug daraufhin vor, dass seine Schule als Familie gesehen werden sollte, in der er als Vater und die Schüler als seine Kinder fungierten. Um die Kinder versorgen zu können, sollte er Geld aus der Missionskasse erhalten. Dieser Vorschlag wurde abgelehnt, da man dem unverheirateten Kleinschmidt vor allem aufgrund seiner schlechten Hygiene und Manieren nicht die Rolle eines Vaters anvertrauen wollte.
Es war relativ ungewöhnlich für einen Missionar, nicht verheiratet zu sein. Aber Kleinschmidt meinte selbst, dass er dies nicht wollte, und wenn, dann hätte er eine Grönländerin heiraten wollen, was bei den Herrnhutern undenkbar und unmöglich war. Vermutlich wollte er die Probleme einer Missionarsfamilie vermeiden, mit denen er selbst aufgewachsen war: zwangsverheiratet zu werden, ohne seine Verlobte auch nur ein einziges Mal gesehen zu haben, zu einem Leben fernab der Heimat gezwungen zu werden und die Kinder nach Europa zu schicken und sie häufig nie wiederzusehen. Wegen der finanziellen Probleme bei der Versorgung seiner Schüler eröffnete Kleinschmidt schließlich einen Kiosk, in dem er unter anderem Kaffee verkaufte, was damals nicht gerne gesehen wurde. Dazu handelte er auch mit Jagdwerkzeugen und Fellen, was ebenfalls problematisch war.
Anfang der 1850er Jahre erwog man in Herrnhut die Gründung einer Mission in der Mongolei und suchte hierfür einen unverheirateten Missionar mittleren Alters mit guten Sprachkenntnissen. Man betrachtete Kleinschmidt hierfür als gut geeignet, und zugleich hätte man die kollegialen Probleme gelöst, die zwischen Kleinschmidt und seinen Kollegen herrschten. Als man ihn fragte, lehnte er jedoch ab, was er einerseits damit begründete, kein Sprachtalent zu sein (er meinte selbst, schlecht Niederländisch und Dänisch und sogar Grönländisch zu sprechen), andererseits damit, für ein neues Missionsprojekt nicht motiviert zu sein und seine Schule nicht aufgeben zu wollen. Die Pläne für die Mission wurden später dahingehend geändert, dass diese nach Tibet verlegt wurde. Als Leiter wählte man Kleinschmidts ehemaligen Mitschüler Heinrich August Jäschke, der als Erforscher der tibetischen Sprache bekannt werden sollte.
Wegen Uneinigkeiten mit den übrigen Missionaren geriet Kleinschmidt mit seiner Schule immer weiter in Missgunst. Er hatte widerwillig Prüfungen eingeführt, und als er endlich Erfolge zu sehen vermochte, zwang man ihn, seinen Lieblingsschüler Abraham der Schule zu verweisen, weil er sich in Augen der Missionare schlecht verhalten hatte. 1856 wurde er wieder mehr zur eigentlichen Missionsarbeit aufgefordert, aber in seinen Andachten begann Kleinschmidt anschließend die Herrnhuter Lehre und Kirchenzucht stark zu kritisieren. Besonders wegen des Umgangs mit Abraham zeigte er seinen Frust in seinen Reden. Dies sorgte für noch mehr Streit zwischen Kleinschmidt und den übrigen Missionaren sowie der Herrnhuter Direktion. Man drohte ihm an, ihm zu verbieten Predigten zu halten, wenn er sich mit seiner Kritik nicht zurückhielt. In einem Brief an die Direktion beschwerte Kleinschmidt sich ausführlich und warf den Herrnhutern vor, an allen sozialen Problemen in Grönland schuld zu sein, da deren Kirchenlehre die Gesellschaft zerstörte. Schließlich beschloss die Direktion 1858, dass Kleinschmidt nach Europa zurückkehren sollte und die Schule, die zuletzt nur noch vier Schüler hatte, aufgelöst werden sollte. Kleinschmidt weigerte sich jedoch nach Europa zu reisen, da er befürchtete, nie wieder nach Grönland zurückkommen zu können, wenn er dort keine Stelle hatte. Er arbeitete deswegen noch im Winter 1858/59 weiter in Neu-Herrnhut.
In den 1850er Jahren verschlimmerte sich die Armut in der grönländischen Bevölkerung, vor allem in den Herrnhuter Missionsstationen, obwohl die Jagderträge gut waren und die Preise vorteilhaft. Dies wurde von den meisten der Abhängigkeit von Kaffee zugeschrieben, während Kleinschmidt der Meinung war, dass der Kolonialismus das Problem war. 1855 schlug er vor, sich zum Armenleiter ernennen zu lassen, da er der Meinung war, dass Faulheit und die Möglichkeit, sich problemlos Geld bei den Europäern leihen zu können, die größten Probleme waren. Als Armenleiter wollte er dafür sorgen, dass nur noch er Kredite ausstellen dürfte. Sein Vorschlag wurde jedoch abgewiesen. Zu diesem Zeitpunkt besuchte Samuel Kleinschmidt häufig die Dänen in Nuuk, mit denen er soziale und politische Angelegenheiten diskutierte. Besonders gut verstand er sich mit Carl Janssen, der 1847 noch auf ihn herabgesehen hatte und mittlerweile Leiter von Grønlands Seminarium war, sowie mit Hinrich Johannes Rink, der kommissarisch als Inspektor in Südgrönland tätig war und ebenso wie Kleinschmidt großes wissenschaftliches Interesse hatte, aber mit dem er in Bildungsfragen uneinig war. Kleinschmidt schlug Rink erneut die Idee vor, dass sich jemand der Armut annehmen sollte, aber diesmal sollten es mehrere Personen sein. Kleinschmidt, Rink, Janssen und der Distriktsarzt Jacob Frederik Theodor Lindorff, dem die anderen wegen seines zu europäischen Gedankenguts skeptisch gegenüberstanden, überlegten, wie man dies am besten bewerkstelligen könnte. Im Mai 1856 einigten sie sich auf die Gründung der Forstanderskaber – eine pro Kolonialdistrikt, wobei Kleinschmidt als Hauptverantwortlicher gesehen wurde. Die Forstanderskaber sollten aus Kolonialangestellten sowie den besten grönländischen Jägern des Kolonialdistrikts bestehen. Sie sollten für die Versorgung der Armen, Belohnung der Tüchtigen und für juristische Fragen zuständig sein. Grundsätzlich galt es, die Abhängigkeit von den Handels- und Missionsangestellten zu vermindern, Faulheit zu sanktionieren und Einsatz zu belohnen. Der Vorschlag musste noch genehmigt werden. Im Juli 1857 kehrte Rink, der anstelle des im Vorjahr bei einem Schiffsuntergang ums Leben gekommenen Holbøll zum Inspektor ernannt worden war, nach Grönland zurück gemeinsam mit der Erlaubnis, für zwei Jahre versuchsweise Forstanderskaber gründen zu dürfen. In den südlichsten vier Kolonialdistrikten wurde noch im selben Spätsommer die Arbeit aufgenommen. Nach zwei Jahren sollte 1859 eine endgültige Lösung für die landesweite Einführung der Forstanderskaber gefunden werden, wo sich erneut Kleinschmidt sowie der neue Seminariumsleiter Haldor Ferdinand Jørgensen besonders einsetzten. Als Rink versuchte, den Vorschlag erneut in Dänemark durchgesetzt zu bekommen, wurde er mit großer Skepsis betrachtet, da er in keinerlei Zusammenhang mit den damaligen europäischen Verwaltungstraditionen stand, weil man ihn extra auf die grönländischen Verhältnisse und Bedürfnisse maßgeschneidert hatte. Hingegen hatte der Forstanderskab in den vorangehenden zwei Jahren bei der grönländischen Bevölkerung große Beliebtheit gewonnen. Besonders die Einteilung der Bevölkerung in Klassen (nach Jagdtalent und Zivilstand) sorgte für Verwunderung, und es ist dabei auszugehen, dass dies Kleinschmidts Vorschlag war, der auf der Herrnhuter Choreinteilungstraditionen beruhte, mit denen er selbst aufgewachsen war.
Die Weigerung von Kleinschmidt, nach Europa zu reisen, war für die Herrnhuter Direktion ein Schock. Dass ein Gemeindemitglied sich weigerte, den Beschlüssen zu gehorchen, war tatsächlich so ungewöhnlich, dass man mangels Erfahrung nicht recht wusste, was man tun sollte. Man schlug vor ihn als Katechet nach Pamialluk zu versetzen, wo viele Tunumiit ankamen, aber glaubte, dass er sich dort zu sehr mit dem dänischen Handelsangestellten verbrüdern würde. Ein anderer Vorschlag war die Versetzung nach Lichtenau, aber hier wären die Streitigkeiten beigeblieben. Kleinschmidts Halbbruder Emanuel schlug vor, ihn entweder nach Kanada zu versetzen oder ihn zur dänischen Mission übertreten zu lassen. Alle Vorschläge wurden abgelehnt, vor allem weil man darin eine Belohnung für Kleinschmidts Ungehorsam sah. Man erwog auch, ihm ein weiteres Jahr zu geben, um sich zu besinnen, bevor man eine endgültige Entscheidung über seine Entlassung treffen wollte. Kleinschmidts früherer Vorgesetzter Ernst Reichel sollte auf Visitationsreise nach Grönland kommen, um die Lage besser zu verstehen und eine Lösung zu finden. Die anderen Missionare weigerten sich, Kleinschmidt weiter bei sich zu haben, und Kleinschmidt selbst weigerte sich weiterhin, nach Deutschland zu ziehen. Er meinte, die Bibelübersetzung, an der er arbeitete, nur in Grönland fertigstellen zu können. Als Haldor Ferdinand Jørgensen sich schließlich bereiterklärte Kleinschmidt aufzunehmen, war eine Lösung gefunden. Am 2. September 1859 verließ Samuel Kleinschmidt Neu-Herrnhut.

#### Nuuk

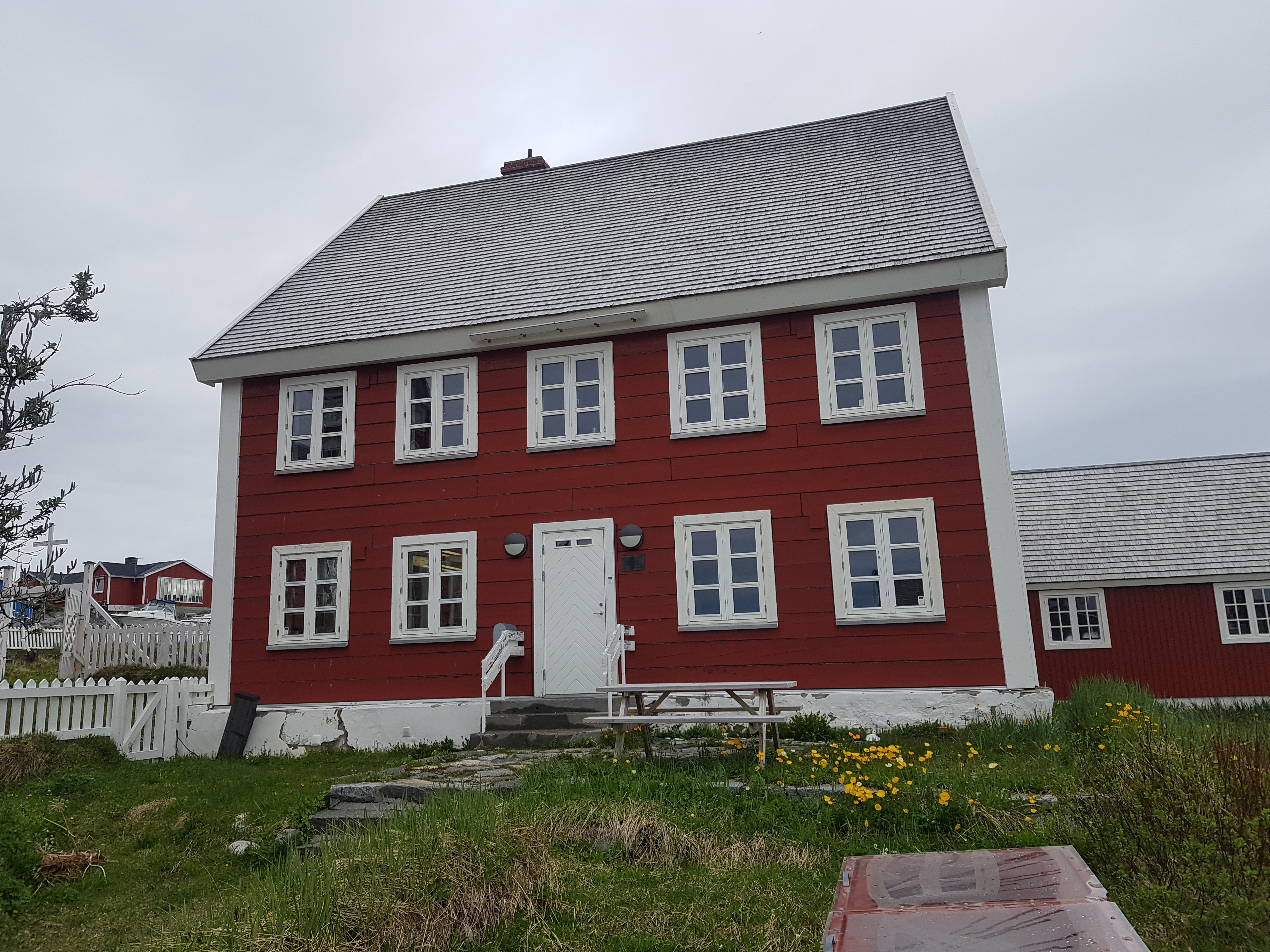
Die 1847 errichtete Propstwohnung, in der von 1847 bis 1907 auch das Seminarium einquartiert war. Nach seinem Umzug nach Nuuk wohnte Samuel Kleinschmidt hier auf dem Dachboden.

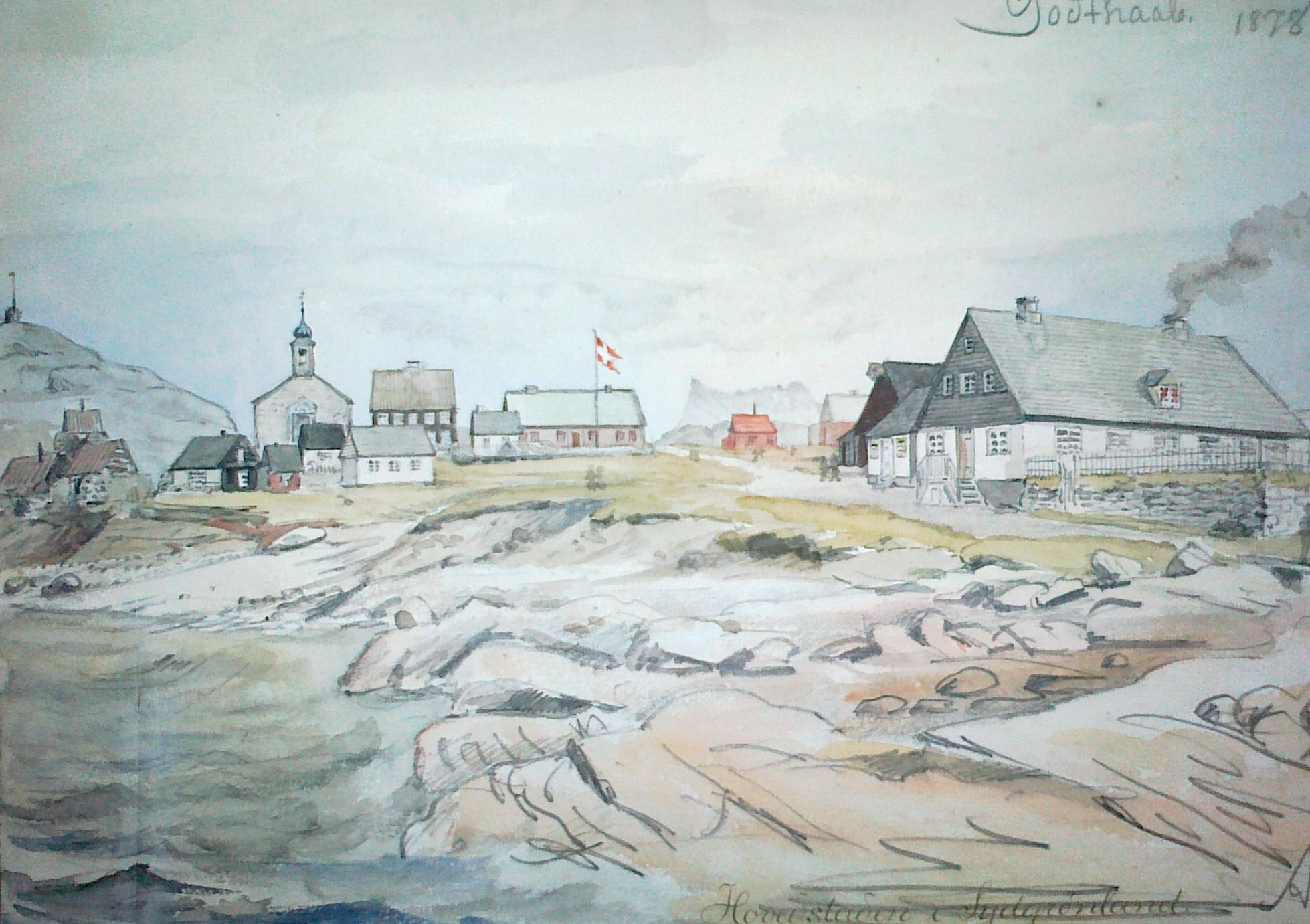
Ansicht von Nuuk zu Samuel Kleinschmidts Zeit. Das kleine rote Gebäude in der Bildmitte ist wahrscheinlich sein Wohnhaus.

Samuel Kleinschmidt wurde auf dem Dachboden des Seminariumsgebäudes einquartiert, wo sich auch die Bibliothek befand, während Familie Jørgensen ihn mit Essen versorgte. Er wurde Bibliothekar, übersetzte die Bibel und arbeitete nebenher als Privatlehrer für die Töchter des Handelsassistenten Niels Peter Svanberg. Da sowohl Haldor Ferdinand Jørgensen als auch Carl Junius Optatus Steenberg und Carl Janssen sich für die Einstellung Kleinschmidts am Seminarium einsetzten, entschied sich das dänische Kultusministerium entgegen der Empfehlung von Bischof Hans Lassen Martensen dafür, ihn für vorerst ein Jahr am Seminarium arbeiten zu lassen. Die Herrnhuter Brüdergemeine hatte hiergegen nichts einzuwenden. 1860 gab auch Kleinschmidt selbst eine Stellungnahme ab, die als Grundlage für eine dauerhafte Anstellung am Seminarium dienen sollte. Er erhielt schließlich eine Festanstellung, durfte jedoch keinen Religionsunterricht geben, da man sich seiner eigenwilligen Auslegungen der Bibel bewusst war. Mit seiner Festanstellung zog er aus dem Dachboden aus und baute sich in der Nähe ein kleines Holzhaus mit Torfmauern. Wahrscheinlich hätte er lieber in einem traditionellen grönländischen Torfmauerhaus gewohnt, was er aber nicht als möglich ansah, da diese nur halbjährig bewohnbar waren. Er trug grundsätzlich grönländische Kleidung und bei seinem Tod hinterließ er große Mengen Unterwäsche, die besorgte Missionarsfrauen ihm geschenkt hatten, die aber offensichtlich nie getragen worden waren. Am Seminarium unterrichtete Kleinschmidt ab 1860 in Naturgeschichte, Geografie, Geschichte und Grönländisch, ab dem Folgejahr auch in geringem Maße im Alten Testament und Dänisch. Ab 1863 überwachte er den Kajakunterricht von Karl Arntz. 1864 erhielt er das Alte Testament gänzlich als Unterrichtsfach und unterrichtete ab da bis 1870 auch in Kirchen- und Missionsgeschichte und Orgelspiel. Für den Unterricht schrieb er seine eigenen Lehrbücher. Er ließ ein Wohnheim für die Seminariumsschüler einrichten und übernahm mit der Zeit mehr und mehr von der Verwaltung des Seminariums, vor allem wenn seine Vorgesetzten verhindert waren. Zudem fungierte er als Buchhalter. Wie schon in Neu-Herrnhut pflegte er ein äußerst freundschaftliches Verhältnis zu den Schülern, die ihn als Vater ansahen. Auch zu den Kindern der Missionare hatte er so ein gutes Verhältnis, dass sie einander häufig noch Jahre später Briefe schrieben.
Im Winter 1859/60 war Kleinschmidt in geringem Maße an der von Hinrich Johannes Rink initiierten Sammlung grönländischen Mythen beteiligt, zog sich aber vermutlich aus Uneinigkeit über die Rechtschreibung und die Bedeutung der Mythen aus dem Projekt zurück. Kleinschmidt und Rink zerstritten sich im Folgejahr sogar so sehr, dass Rink beschloss, die noch immer nur versuchsweise laufenden Forstanderskaber abzuschaffen, möglicherweise um Kleinschmidt eins auszuwischen. 1862 wurden sie schließlich doch landesweit eingeführt, nachdem Sophus Theodor Krarup Smith in Diensten des Innenministeriums eine Untersuchungsreise nach Grönland vorgenommen und dabei Kleinschmidts und Rinks Meinungen eingeholt hatte. Es gelang Rink durchzusetzen, dass es ihm oblag, die dänischen Mitglieder der Forstanderskaber auszuwählen. Als er daraufhin Kleinschmidt die Rolle des Sekretärs verwehrte, die er bis dahin innegehabt hatte, bot Kleinschmidt dem Handelsassistenten an, für ihn als Sekretär zu fungieren, was dieser dankend annahm. Er verfasste anschließend gemeinsam mit der Nuuker Forstanderskab ein „Grundgesetz“, das aus einer Liste von 25 alten gesellschaftlichen Traditionen bestand, die das Überleben der grönländischen Kultur und Bevölkerung sichern sollten. Dies wurde anschließend in Rinks Druckerei gedruckt und möglicherweise sogar landesweit bekanntgemacht. 1866 reiste Haldor Ferdinand Jørgensen nach Europa und bot Kleinschmidt seinen Platz in der Forstanderskab an, aber Rink setzte durch, dass nur Grönländer als Vertreter fungieren durften. Kleinschmidt war so dominierend in der Forstanderskab, dass er für alle Probleme vorher schon Lösungen ausgearbeitet hatte, und somit kein anderes Mitglied irgendetwas erreichen konnte, was Rink sehr missfiel. Während Kleinschmidt zuvor noch den Kontakt zwischen Grönländern und Europäern allgemein als Hauptursache für das Elend der Bevölkerung angesehen hatte, führte seine Feindschaft mit Rink dazu, dass er nun dem Handel, personifiziert durch dessen Inspektor Rink, nun alle Schuld zuschob. Nach 1866 wandte Kleinschmidt sich aus Frust gegen die Forstanderskaber, die ihm nun vollkommen egal geworden waren. Mit den neuen Regelungen von 1862 entsprachen sie aber auch nicht mehr dem, was Kleinschmidt sich damals ausgedacht hatte, auch wenn Rink nun als KGH-Direktor gemeinsam mit unter anderem Haldor Ferdinand Jørgensen 1872 Änderungen einführte, die wieder mehr Kleinschmidts Grundgedanken ähnelten. Dadurch erhielt Rink auch wieder ein besseres Verhältnis zur Mission und bat Kleinschmidt inständig darum, trotz ihrer zuvorigen Streitigkeiten auf seine Briefe zu antworten, wozu Kleinschmidt sich vermutlich erst 1874 durchringen konnte. Obwohl Rink Kleinschmidt anschließend sogar Bücher zukommen ließ, konnte dieser kein Vertrauen mehr zu Rink aufbauen.
In Nuuk erhielt Kleinschmidt die Aufgabe, ein neues grönländisches Wörterbuch auszuarbeiten, was schon lange sein Plan gewesen war, aber wozu ihm bisher die Zeit gefehlt hatte. Man wollte ihn weit möglichst aus religiösen Angelegenheiten raushalten, weswegen man verhindern wollte, dass er an seiner Bibelübersetzung arbeitete. Er hatte dabei Konkurrenz von Peder Kragh, der zeitgleich dasselbe Projekt hatte. Beide schickten 1861 ihre Entwürfe an das Missionskollegium. Kraghs Entwurf war eine Fortsetzung von Otto Fabricius' Wörterbuch von 1804, das bis dahin in der dänischen Mission in Gebrauch war und das er mit seinem eigenen Wissen auf Nordgrönland erweitert hatte, sich orthografiemäßig aber sehr nah an die Vorlage hielt. Kleinschmidt hatte seinen Entwurf ebenfalls auf Fabricius' Wörterbuch gestützt, ergänzt mit dem älteren deutschen Wörterbuch der Herrnhuter Missionare. Er benutzte selbstverständlich seine eigene Rechtschreibung und hatte einen deutlich besseren Überblick über die Morphologie, allerdings fehlte es ihm an Wissen über die nordgrönländischen Dialekte, da er dort nie gewesen war. Er sah sein Wörterbuch aber auch eher für den Eigengebrauch und brauchte deshalb hierfür nur die südgrönländischen Dialekte. Das Missionskollegium empfahl 1862 Kraghs Wörterbuch, da es alle Dialekte umfasste und man immer noch skeptisch gegenüber Kleinschmidts Orthografie war. Kleinschmidt wurde aufgefordert, Kragh sein Manuskript zu übergeben, damit dieser es für Ergänzungen für sein eigenes Wörterbuch nutzen konnte. Samuel Kleinschmidt und Haldor Ferdinand Jørgensen waren enttäuscht über diese Entscheidung. Kleinschmidt übergab Kragh eine Liste von Wortstämmen in alter und neuer Rechtschreibung und beschloss zeitgleich, weiter an seinem eigenen Wörterbuch zu arbeiten, das allerdings jetzt Deutsch statt Dänisch sein sollte. Ein fertiges, aber nie herausgegebenes Manuskript ist auf 1863 datiert. Das Kultusministerium, das für die Herausgabe von Kraghs Wörterbuch stehen sollte, konnte dies finanziell nicht bewerkstelligen und bat das Innenministerium um Hilfe, wo Sophus Theodor Krarup Smith zuständig war. Dieser kannte Kleinschmidt von seiner Untersuchungsreise 1861 und gab bekannt, nur dessen Wörterbuch zu finanzieren. Es kam zu einem Kampf darum, wer das Recht hatte, sein Wörterbuch drucken zu lassen. Kragh hatte plötzlich nur noch die Unterstützung des Missionskollegiums, während Bischof Martensen Rink zum Druck von Kleinschmidts Wörterbuch zwingen wollte. Kleinschmidt bemühte sich, seinen Entwurf vor 1866 fertigzustellen, damit Haldor Ferdinand Jørgensen ihn mit nach Europa nehmen konnte. Wegen des enormen Zeitdrucks musste Kleinschmidt das Register verwerfen und den Seminariumsunterricht ausfallen lassen, um sein Ziel zu erreichen. Obwohl ein Teil des Wörterbuchs nicht korrekturgelesen war, konnte Jørgensen es mit dem letzten Schiff des Jahres mit nach Europa nehmen. Dort bildete sich jedoch erneut Wider- und Stillstand, sodass das Wörterbuch auch 1867 noch nicht gedruckt war. Kleinschmidt nutzte die Zeit, um das Wörterbuch weiter zu verbessern und zu ergänzen. Zu dieser Zeit war Kleinschmidts deutsches Manuskript von 1863 bereits unter den Herrnhutern in Gebrauch, und als Haldor Ferdinand Jørgensen alle Missionare um ein Empfehlungsschreiben für Kleinschmidts Wörterbuch bat, stimmten nahezu alle Herrnhuter und viele Dänen zu. Auch Rink sprach sich für Kleinschmidt aus, und schließlich musste Kragh aufgeben. Es gelang endlich auch Gelder für den Druck zu finden, der 1869 begann. Noch während des Drucks kamen Kleinschmidts letzte Verbesserungen an, die aber bis zum Buchstaben I nicht mehr berücksichtigt werden konnten, da der erste Teil bereits gedruckt war. Das Wörterbuch kam erst 1871 in den Handel, war aber bereits nach kurzer Zeit überall in Grönland gerade aufgrund seiner Rechtschreibung akzeptiert. Das Register war nie fertiggestellt worden, obwohl es im Vorwort als Teil des Wörterbuchs genannt war. Jørgensen bat deswegen inständig um dessen Ausarbeitung, aber hierfür fehlte Kleinschmidt sowohl das Interesse als auch die Zeit.
Von 1865 bis 1881 schrieb Samuel Kleinschmidt Briefe mit dem in Labrador tätigen deutschen Herrnhutermissionar Theodor Bourquin, der ein Bruder seines früheren Mitschülers Ernst Bourquin war. Kleinschmidt diskutierte linguistische Probleme mit Bourquin, wobei letzterer deutlich weniger sprachliches Wissen hatte und Kleinschmidt letztlich eher erklärte, wie Bourquin eine Grammatik für das in Labrador gesprochene Inuktitut verfassen sollte. Als Bourquin seinen Entwurf 1880 an Kleinschmidt schickte und um Feedback bat, schickte er das Manuskript unkommentiert zurück, da es so wenig seinem eigenen Sprachverständnis entsprach, dass er nicht wusste, wo er mit der Kritik beginnen sollte. Die Grammatik erschien 1885 und genügte auch dann Kleinschmidts Ansprüchen nicht. Um 1881 stellte Kleinschmidt selbst eine grönländische Version seiner Grammatik von 1851 fertig. Obwohl sie nie herausgegeben worden war, wurde sie in den folgenden Jahren für den Unterricht am Seminarium genutzt.
Nach seinem Umzug nach Nuuk – vor allem nach 1866 – verbesserte sich Kleinschmidts Verhältnis zu seinen ehemaligen Kollegen in Neu-Herrnhut. Er besuchte sie regelmäßig zu Gottesdiensten, als Organist und zum Essen, aber auch als Ratgeber für alle sprachlichen Probleme der deutschen Missionare. Er freundete sich 1873 mit dem jungen Herrnhuter Missionar Carl Julius Spindler an, der in vielen Bereichen mit Kleinschmidt einer Meinung war, die grönländische Kultur wertschätzte und – mithilfe von Kleinschmidts Grammatik und Wörterbuch – hervorragend Grönländisch gelernt hatte. Mit Kleinschmidts sprachlicher Unterstützung wurde Spindler ein bedeutender Kirchenlieddichter. Von den 105 Kirchenliedern, die Spindler 1876 herausgab, hatte Kleinschmidt vier selbst verfasst. Trotzdem blieb er bis zum Schluss kritisch gegenüber der Brüdergemeine und verfasste noch 1884 eine sechzehnseitige Kritik zur Herrnhuter Kirchenzucht. Dennoch sah er sich Zeit seines Lebens als Herrnhuter. Er sah es nicht als wünschenswert an, Grönländer zwecks Ausbildung und kultureller Bildung nach Europa zu schicken, da dies ihre grönländische Natur zerstören würde. Er selbst bedauerte es, seine Jugend in Europa verbracht zu haben, und war der Meinung, er wäre ein noch besserer Mensch gewesen, wenn er sein ganzes Leben in Grönland verbracht hätte. Er war jedoch auch von seinem religiösen Hintergrund geprägt, und obwohl er viele Ansichten der Herrnhuter missachtete, war er doch ein äußerst gläubiger und bibeltreuer Mensch, der unterbewusst herrnhutisches Gedankengut aufwies und keinerlei Wertschätzung für den traditionellen inuitischen Glauben zeigte.

### Letzte Jahre und Tod

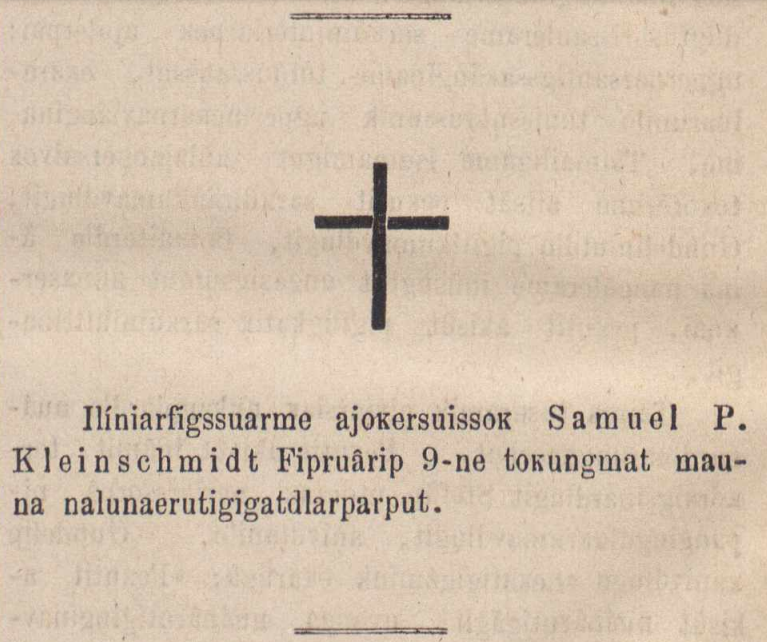
Samuel Kleinschmidts Todesmeldung in der Atuagagdliutit. Ein eigentlicher Nachruf erschien dort nie, obwohl dies dem Wortlaut zufolge geplant gewesen war: Da der Dozent am Ilinniarfissuaq Samuel P. Kleinschmidt am 9. Februar gestorben ist, wollen wir dies hiermit vorläufig bekanntgeben.

Im Spätsommer 1884 erlitt der ansonsten geistig aktive und immerzu beschäftigte Samuel Kleinschmidt einen leichten Schlaganfall, der seinen Geisteszustand verschlechterte. In geistiger Umnachtung begann er Geld zu verschenken, was zu Problemen bei der Buchhaltung führte, für die er ja selbst verantwortlich war. Nach seiner Besserung konnte er mit einiger Verzögerung im Oktober wieder anfangen zu unterrichten. Im Dezember verschlechterte sich sein Gesundheitszustand jedoch wieder, sodass man begann, an seinem Haus zu wachen, weil er Anzeichen von Geisteskrankheit zeigte. Daneben litt er unter offenen Wunden und Ungezieferbefall. Er weigerte sich jedoch, sein Haus zu verlassen, um im Krankenhaus behandelt zu werden, konnte aber auch nicht mehr seine Kollegen und Freunde besuchen. In dieser Zeit kümmerte sich Nikolaj Edinger Balle, der Kleinschmidt früher verachtet hatte (siehe unten), um ihn. Im Sommer 1885 wurde er noch schwächer und verlor seine frühere Widerspenstigkeit. Seine letzten Monate verbrachte er mit Lesen, obwohl er weiterhin gerne arbeiten wollte. Er starb schließlich im Februar 1886 im Alter von knapp 72 Jahren vermutlich an einem Herzinfarkt.
In seinem Testament vermachte er Elias Lynge sein Haus, seine Buchbinderutensilien, eine Standuhr und sein Boot, seinem Pflegesohn Abraham alle seine grönländischen Bücher, sein Harmonium, eine Kommode, eine weitere Standuhr, seine meteorologische Ausrüstung und sein Geld, seiner Schwester Elisabeth zwei Silberuhren, sein Fotoalbum und seine Briefsammlung und dem Seminarium den Rest seiner Bibliothek, ein Straußenei und weiteres. Seinem Testament wurde größtenteils entsprochen, wobei Abraham nur 24,94 kr. seines Vermögens erbte, während seine Schwester 2447,71 kr. erhielt. Seine Papiere erhielt sie hingegen nicht. Sie gingen an das Seminarium und kamen später in die Landesbibliothek.

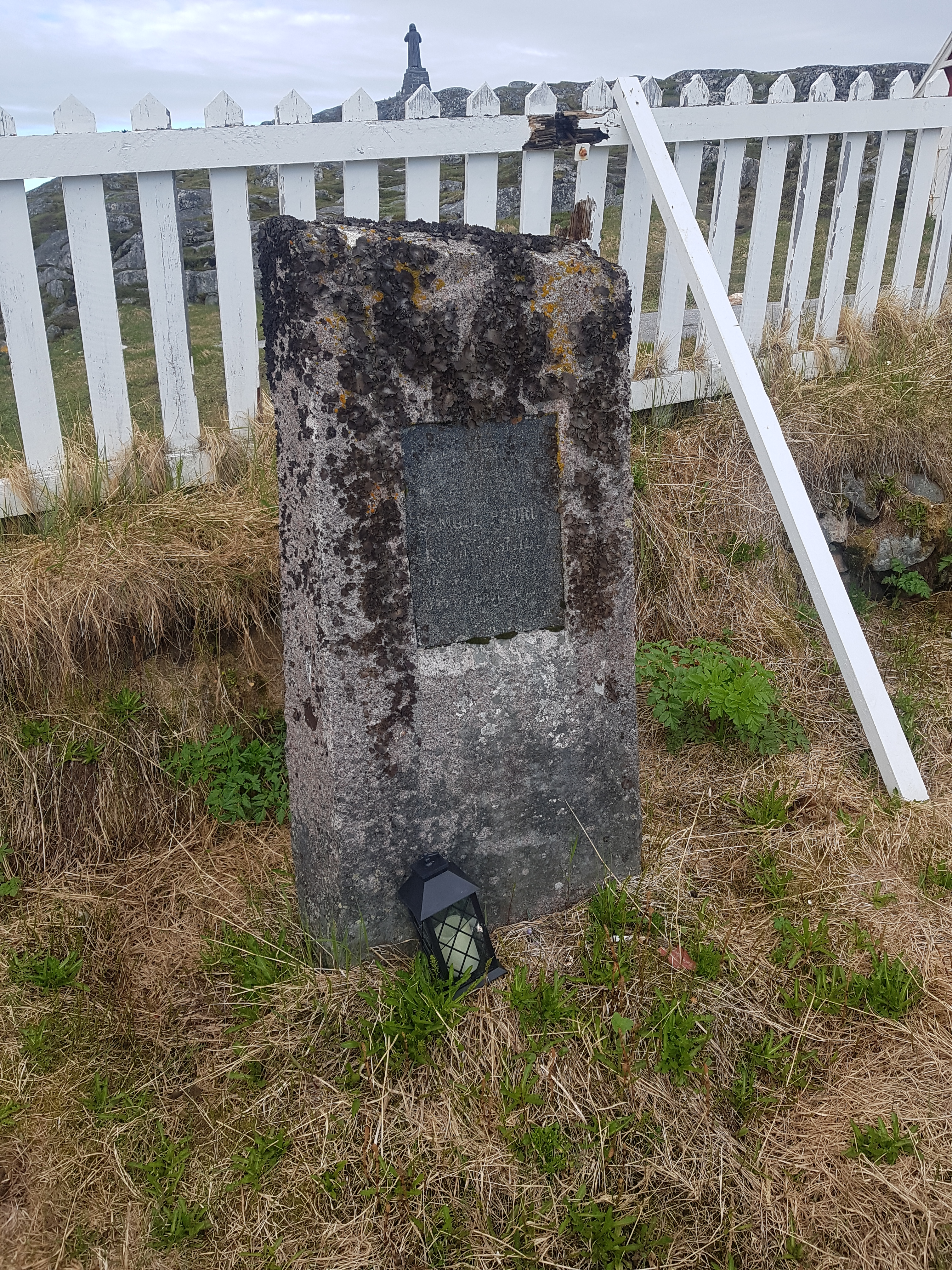
Samuel Kleinschmidts Grab auf dem alten Friedhof von Nuuk (2022)

Kleinschmidt wurde nach mehreren Tagen schlechten Wetters und einem Trauergottesdienst in der Annaassisitta Oqaluffia in Nuuk am 17. Februar 1886 auf dem Friedhof in Neu-Herrnhut beerdigt. Er war so beliebt, dass die gesamte Bevölkerung Nuuks am Trauerzug teilnahm, angeführt vom uniformierten Inspektor Carl Ryberg. Seine sterblichen Überreste wurden am 6. August 1904 – vier Jahre nachdem die Herrnhuter Brüdergemeine Grönland verlassen hatte – auf den alten Friedhof von Nuuk neben der Kirche umgebettet.

## Werk

### Statistik und Meteorologie
Neben den Briefen, die er jährlich an die Herrnhuter Direktion als Bericht schreiben musste, verfasste Samuel Kleinschmidt ein sehr systematisches Tagebuch in Form eines Kalenders, von denen elf Stück erhalten sind. In diesen Kalendern notierte er für jeden Tag die Mondphasen, dreimal täglich das Wetter und schließlich kurze Notizen über Ereignisse und Tätigkeiten. Diese Notizen waren teils auf Deutsch, teils auf Grönländisch, später auch auf Dänisch verfasst und in einer Art Konsonantenschrift geschrieben, die eine Entzifferung häufig stark erschwert. Der Eintrag Brf v. Fth (mgs) sk. nâme muss beispielsweise als Briefe von Friedrichsthal (morgens). Siko nâme [„kein Eis“] gelesen werden. In seinen Kalendern hielt Kleinschmidt auch sehr penibel Statistiken über die Erzeugnisse, Trächtigkeitsdauern, Kastrationszeitpunkte etc. jeder einzelner seiner Ziegen fest. Es lässt sich zudem herauslesen, dass er ansonsten nahezu alle europäischen Kulturtraditionen ablehnte, darunter den Gartenbau, sodass er sich auch weigerte Salat zu essen – mit dem Verweis darauf, dass er ja kein Ochse sei.
Seine Wetterbeobachtungen zeugen von einer enormen Penibilität. Anfangs maß er täglich um 6, 12 und 18 Uhr die Temperatur, ging aber später auf 5, 13 und 21 Uhr über, um mit gleichmäßigen Intervallen besser eine Tagesmitteltemperatur ausrechnen zu können. Er rechnete anschließend auch Monats- und Jahreszeitenmitteltemperaturen aus. Daneben notierte er täglich die Windrichtung, das Wetter an sich und neben den Mondphasen später auch den Mondabstand. Als er 1865 ein neues Thermometer erhielt, konnte er seine Messungen ausweiten, und nebenher begann er noch Polarlichter zu beobachten. 1872 wurde Danmarks Meteorologiske Institut (DMI) gegründet, wobei man Hinrich Johannes Rink nach geeigneten Orten für grönländische Messstationen fragte. 1873 wurde unter anderem eine Wetterstation in Nuuk errichtet und Kleinschmidt zum Verwalter auserkoren und zugleich gebeten, seine früheren Messungen auszuhändigen. Kleinschmidt war jedoch so eigensinnig, dass er sich weigerte den Vorgaben des DMI zu folgen. Er maß die Temperatur weiterhin zu seinen eigenen Uhrzeiten und gab die Windrichtung nicht mit Nord-Ost-Süd-West an, sondern nach dem grönländischen nach der Küste ausgerichteten Orientierungssystem. Nach einem Jahr übernahm er dennoch die Vorgaben des DMI, da man ihn davon überzeugt hatte, dass die daraus resultierende Vergleichbarkeit einen größeren Wert für die Statistik hatte. Lediglich bei den Messuhrzeiten gab das DMI Kleinschmidt Recht. Kleinschmidts Penibilität zeigte sich erneut darin, dass er die leicht unterschiedlichen Messresultate seiner eigenen Thermometer und derer des DMI zu erklären und mit aufwendigen Rechnungen auszugleichen versuchte. Der Direktor des DMI Niels Hoffmeyer forderte so viel Genauigkeit gar nicht und sah keinerlei Probleme. Nebenher ließ er den Udstedsverwalter in Qoornoq, Telef Lynge, Messungen für das DMI vornehmen, während er vermutlich ehemalige Schüler eine eigene Messstation in Kangeq verwalten ließ. Es gelang ihm zudem, seine eigenen Polarlichtbeobachtungen mit denen anderer Interessierter in Grönland abzugleichen. Seine Beobachtungen änderten das damalige Verständnis der Polarlichter, die man bisher nur in Europa erforscht hatte, in Grönland aber gänzlich anders waren. Kleinschmidt war somit eine wichtige Quelle für die Polarlichtforschung von Sophus Tromholt und Adam Paulsen.

### Grammatik und Lexikografie
Vermutlich 1848 hatte Samuel Kleinschmidt eine Antwort von seinem Halbbruder auf seinen Grammatikentwurf sowie die Rückmeldung seiner Kollegen in Grönland erhalten. 1849 stellte er die Grammatik schließlich fertig, schrieb sie ab und schickte das Manuskript 1850 nach Europa. 1851 erschien somit seine Grammatik der grönländischen Sprache mit theilweisem Einschluss des Labradordialects. Der Missionar Ferdinand Kruth, der von 1830 bis 1840 in Labrador gearbeitet hatte und von 1843 bis 1845 in Lichtenau lebte, um das Missionsgebäude auszubauen, hatte Kleinschmidt Informationen über die Sprache der Inuit in Labrador geliefert, die dieser anschließend in seine grönländische Grammatik einfließen ließ. Sein Halbbruder arbeitete von 1846 bis 1852 in Berlin, das damals ein bedeutendes Zentrum sprachwissenschaftlicher Forschung war. Emanuel Kleinschmidt hatte das Manuskript wahrscheinlich dem Orientalisten Wilhelm Schott und dem Gründer der Indogermanistik Franz Bopp vorgelegt, die großes Interesse an der Arbeit zeigten. Man schlug vor, Kleinschmidt doch noch auf eine Forschungsreise nach Kanada zu schicken, was aber von der Herrnhuter Direktion abgelehnt wurde. Vermutlich schlug man auch vor, Kleinschmidt von Seiten der Humboldt-Universität zu Berlin die Ehrendoktorwürde zu verleihen, was dieser aber selbst als unnötig ablehnte.
Samuel Kleinschmidts Grammatik war ein Novum für die Sprachwissenschaft. Es handelte sich um die erste Grammatik der Welt, die eine nicht-indogermanische Sprache beschrieb, ohne typologisch von indogermanischer Grammatik beeinflusst zu sein. Kleinschmidt war vermutlich der erste Sprachwissenschaftler, der eine nicht-indogermanische Sprache ausreichend beherrschte, um dennoch eine in der westlichen Wissenschaftswelt anerkennbare Grammatik für diese zu verfassen. Sein Widerstand gegen indogermanische Grammatiktheorien zeigte sich beispielsweise darin, dass er die bis dahin völlig unbestrittenen Kasusbezeichnungen Nominativ und Akkusativ als prototypische Kasus für Subjekt und direktes Objekt ablehnte, da Grönländisch als Ergativsprache diese im Gegensatz zu den indogermanischen Akkusativsprachen nicht kannte.
Kleinschmidts größtes Verdienst in seiner Grammatik war die Einführung einer konsistenten Standardorthografie. Bis dahin waren Wörter vergleichsweise zufällig geschrieben worden, was einerseits dazu führte, dass man beim Lesen nicht wissen konnte, wie ein Wort auszusprechen war, andererseits, dass sich bei den Missionaren falsche Aussprachen auf Grundlage des Schriftbilds einbürgerten, die anschließend an die nächste Missionarsgeneration weitergelehrt wurden. Kleinschmidt gelang es hingegen, dass jeder Buchstabe nur für einen Laut stehen konnte. Besonderen Fokus legte er dabei auf den Phonemstatus der einzelnen Laute. Lediglich die Schreibung der Laute /q/, /ɬ/ und /ʃ/ bereitete ihm Probleme; er entschied sich für ⟨ĸ⟩, ⟨dl⟩ und ⟨ss⟩. Die Schreibung von /ŋ/ mit ⟨q⟩ verwarf er wieder zugunsten von ⟨ng⟩. Trotz des großen Fokus auf Phoneme unterschied er als Entgegenkommen für die Missionare die Allophone /i/ und /ɜ/ bzw. /u/ und /ɔ/ mit den Schreibungen ⟨i⟩ und ⟨e⟩ bzw. ⟨u⟩ und ⟨o⟩, während er /a/ und /ɑ/ nicht klar trennen konnte und deswegen beide ⟨a⟩ schrieb, statt ersteren mit ⟨æ⟩ zu schreiben. Während Kleinschmidts Zeit fanden in Grönland starke Lautwandel statt, die unter anderem zur Assimilation von Konsonantenclustern führten. In der bisherigen Rechtschreibung waren diese immer noch konsequent geschrieben worden, aber nun konnten sie bisweilen nicht mehr gehört werden. Kleinschmidt entschied sich hierbei für eine Lösung, die besonders darauf achtete, die zugrundeliegende Morphologie der Wörter widerzuspiegeln, ohne die Aussprache völlig unvorhersehbar zu machen. Dennoch führten seine häufig etymologisch basierten Schreibweisen zu einer Diskrepanz zwischen Schreibung und Aussprache, die sich mit dem Abschluss dieses Lautwandels noch weiter verstärkte und erst 1973 durch die grönländische Rechtschreibreform behoben wurde. Widerstand handelte er sich zudem dadurch ein, dass er sämtliche biblische Namen grönlandifizierte, was vermutlich als blasphemisch betrachtet wurde, aber der tatsächlichen Aussprache entsprach; so schrieb er beispielsweise Âperât statt wie bis dahin üblich Abraham. Ein großer Teil seiner Grammatik zeigt ein Grammatikverständnis, das erst ein Jahrhundert später in Form der generativen Grammatik wissenschaftliche Anerkennung finden sollte.
In den 1840er Jahren hatten auch mehrere andere Personen sich bemüht, eine neue grönländische Rechtschreibung oder Grammatik einzuführen, darunter Kleinschmidts früherer Vorgesetzter und Erzfeind Valentin Müller, der Missionar Knud Nøsted und sein grönländischer Kollege Vittus Steenholdt sowie der Leiter von Grønlands Seminarium Carl Junius Optatus Steenberg. Letztlich setzte sich jedoch Kleinschmidts Rechtschreibung durch, vor allem weil sie sich bei der grönländischen Bevölkerung großer Beliebtheit erfreute. Bereits Mitte der 1850er Jahre nutzten sowohl mehrere dänische als auch Herrnhuther Missionare die Kleinschmidtsche Rechtschreibung.
Neben der Orthografie zeichnet Kleinschmidts Wörterbuch sich in mehreren Punkten aus. Es bestand aus zwei Teilen, einem für die Wortstämme und einem für die Derivationsmorpheme. Dies war bis dahin nie getan worden. Jedes Morphem wurde mit einer enorm nuancierten Bedeutung versehen, damit man genau wusste, in welchem Zusammenhang welches Morphem genutzt werden sollte. Diese Zweiteilung führte dazu, dass Kleinschmidts Wörterbuch deutlich kürzer und somit auch billiger als Kraghs war, der alle Kombinationen aus Stämmen und Derivationsmorphemen einzeln angab. Der Teil zu den Wortstämmen zeichnete sich dadurch aus, dass sie nach Wortfamilien sortiert waren und etymologisch verwandte Wörter somit gruppiert wurden. Überhaupt setzte Kleinschmidt sich mit seiner Orthografie sehr für die Durchsichtigkeit der Etymologie ein, auch wenn dies seinem Konzept „ein Buchstabe für einen Laut“ widersprach, aber immerhin hatte er im Gegensatz zur bisherigen Rechtschreibung „einen Laut für einen Buchstaben“. Obwohl Kleinschmidt zahlreiche Wörter für bis dahin in Grönland unbekannte Dinge erfunden hatte, nahm er die meisten nicht in sein Wörterbuch auf, da sie sich zu seiner Zeit noch nicht in der Sprache verbreitet hatten. Diese Wörter lassen sich nur in seinen wissenschaftlichen Büchern und seiner Bibelübersetzung finden. Anstelle des heute üblichen eqqumiitsuliorneq „das Schaffen von etwas Merkwürdigem“ für „Kunst“ hatte Kleinschmidt das Wort isumaliornartuliorneq „das Schaffen von etwas, das zum Nachdenken anregt“ erfunden, das sich jedoch nicht durchsetzte.
Das Register für das Wörterbuch war für Kleinschmidt nicht wichtig. Noch 1881 hatte er versprochen, mit der Ausarbeitung zu beginnen, und erneut 1884. Nach seinem Tod 1886 zeigte sich, dass er die Aufgabe an verschiedene Schüler übergeben hatte, die ungenau gearbeitet hatten. Haldor Ferdinand Jørgensen übergab das Manuskript an Jacob Kjer, der gemeinsam mit Christian Rasmussen 1893 ein Dänisch-Grönländisches Wörterbuch herausgab. Christian Rasmussen sammelte zudem nordgrönländische Wörter und die von Kleinschmidt selbst geschaffenen Wörter und gab sie in einem Ergänzungsband für Kleinschmidts Wörterbuch heraus. Für diese Ergänzungen und das Dänisch-Grönländische Wörterbuch war auch das 1875 doch noch von Peder Kragh auf eigene Kosten herausgegebene Wörterbuch genutzt worden, dessen Arbeit nun nicht ganz umsonst gewesen war.
Kleinschmidts Grammatik geriet unter Nikolaj Edinger Balles Amtszeit außer Gebrauch. Als Christian Wilhelm Schultz-Lorentzen die Leitung des Seminariums übernahm, versuchte er sich mit der Grammatik, aber die Schüler verstanden aufgrund des großen Fokus auf Etymologie und Sprachgeschichte nur äußerst wenig davon, sodass er beschloss, eine eigene grönländische Grammatik zu verfassen, die 1904 erstmals erschien und für viele Jahrzehnte große Bedeutung haben sollte. Er war in seinem Sprachverständnis völlig anderer Meinung als Kleinschmidt und hatte auch große Probleme, dessen Rechtschreibung als Grundlage zu nutzen, womit er unter anderem in Konflikt mit Christian Rasmussen kam.

### Bibelübersetzung
Bereits um 1856 hatte Samuel Kleinschmidt begonnen, die Bibel neuzuübersetzen, da die bisherigen Übersetzungen teilweise unverständlich waren und beispielsweise das Vaterunser in zahlreichen Versionen in Umlauf war. Noch während er in Neu-Herrnhut lebte, arbeitete er gemeinsam mit Carl Janssen und vor allem Haldor Ferdinand Jørgensen an der Übersetzung. Für eine möglichst gute Übersetzung wollte Kleinschmidt sich an den originalen altsprachlichen Texten orientieren und nicht an der deutschen Übersetzung, die die Herrnhuter Missionare mangels Ausbildung nutzten. Hierfür brauchte er selbst Unterricht und ließ sich deswegen von Jørgensen in Hebräisch unterrichten. Sie begannen mit der Übersetzung des Buchs Ezechiel, das Kleinschmidt anschließend seinen Schülern und anderen Grönländern wie Aron von Kangeq zum Korrekturlesen vorlegte. In seiner Übersetzung nutzte Kleinschmidt wie üblich grönlandifizierte Schreibweisen für Lehnwörter, während in den früheren Übersetzungen diese noch wie in der Ausgangssprache geschrieben worden waren. Ab 1859 lernte Kleinschmidt auch Altgriechisch und arbeitete an der Übersetzung des Neuen Testaments, wobei er Hilfe von einigen Katecheten, darunter Rasmus Berthelsen und Vittus Steenholdt bekam. Während der gesamten Übersetzungsarbeit wurden auch immer bestehende grönländische, dänische, deutsche und englische Übersetzungen einbezogen. Zuletzt wurde die Übersetzung den Seminariumsschülern im Unterricht vorgestellt, woraufhin diese aus mehreren Möglichkeiten die beste wählen sollten. Kleinschmidt hoffte, dass seine Übersetzung aufgrund der Sprachverwandtschaft auch in Kanada und Alaska genutzt werden oder zumindest als Grundlage für eine lokale einzelsprachliche Übersetzung dienen konnte. 1864 begann der Druck einer Probeübersetzung des 1. Mosebuchs mit dem Titelblatt der ganzen Bibel. Von 1866 bis 1867 war Haldor Ferdinand Jørgensen in Europa, weswegen die Arbeit in dieser Zeit ruhte. Als Jørgensen Grönland 1869 verließ, übernahm der Missionar Johannes Wiberg seinen Platz, aber auch er reiste 1870 nach Europa zurück. Anschließend wurde Nikolaj Edinger Balle Kleinschmidts engster Kollege, der als Grundtvigianer eigentlich nicht daran interessiert war, dass Europäer die Bibel übersetzten, aber vor allem die Herrnhuter Brüdergemeine und damit auch den dort aufgewachsenen Kleinschmidt stark verachtete. 1873 stellte Peder Kragh, dem es nicht gelang, seine eigene Übersetzung einzelner Bibelteile herauszugeben, diese Kleinschmidt zur Verfügung, der sich bemühte, seine Übersetzung auf den früheren aufzubauen, sofern sie nicht dem Grundtext widersprachen. Die Arbeit schritt langsam voran, da Kleinschmidt so perfektionistisch war, dass er während der laufenden Übersetzungsarbeit auch die in den vorigen Jahren übersetzten Teile wieder und wieder überarbeitete, aber auch aufgrund Balles Widerstand. 1875 reiste Balle für zwei Jahre nach Europa, weswegen die Arbeit wieder pausiert wurde. Auch danach kam sie nur bedingt wieder in Gang, vor allem weil Kleinschmidt und Balle sich über die richtige Übersetzung für „Geist“ und „Teufel“ stritten. 1882 ließ Kleinschmidt den Rest des Mosebuchs drucken. 1884 gab er die Bibelübersetzung aus gesundheitlichen Gründen auf.
Vor seinem Tod hatte Balle ihm versprochen, die Bibelübersetzung für ihn ganz nach seinen Wünschen fertigzustellen. Haldor Ferdinand Jørgensen war jedoch misstrauisch und wollte diese Aufgabe selbst übernehmen. Im Winter 1892/93 übersetzte er gemeinsam mit Christian Rasmussen den Brief des Jakobus, den 1. und 2. Brief des Petrus und den Brief des Judas, die Kleinschmidt selbst nicht geschafft hatte zu übersetzen. Dabei nahmen sie einige kleinere Änderungen vor. Christian Rasmussen passte Kraghs Übersetzung von großen Teilen der alttestamentarischen Geschichtsbücher an Kleinschmidts Standard an, während er die Chronikbücher selbst neu übersetzte. 1893 wurde das Neue Testament in 6000 Exemplaren gedruckt und 1899 das Alte Testament in 4000 Exemplaren. 1900 erschien – 14 Jahre nach Kleinschmidts Tod – die erste vollständige einheitliche Bibelübersetzung. Zu diesem Zeitpunkt war sie vermutlich die beste Bibelübersetzung außerhalb Europas. 1912 und 1936 erschienen Überarbeitungen, in die teilweise Vorschläge Balles eingearbeitet waren und dann wieder zu Kleinschmidts Übersetzung zurückgekehrt wurde. In den 1960er Jahren beschloss man aufgrund sprachlicher und theologischer Entwicklungen, die Bibel erneut zu übersetzen. Nach jahrzehntelanger Arbeit erschien die heutige Bibelübersetzung im Jahr 2000.

### Kartografie
Bereits auf seiner Reise von Lichtenau nach Lichtenfels 1846 hatte Samuel Kleinschmidt Karten gezeichnet. Während er in Noorliit und Nuuk war, intensivierte er diese Beschäftigung. Immer wenn er in der Umgebung unterwegs war, nahm er einen Sextanten, einen Peilkompass und zwei Taschenuhren mit, um die Landschaft so gut es ging zu vermessen. Er maß Abstände sowie die Höhe von Bergen. Da er nicht selbst die gesamte Gegend bereisen konnte, instruierte er Grönländer, die ihnen bekannten Küstenstreifen selbst zu kartografieren, damit er anschließend diese Skizzen für seine eigenen Karten verwenden konnte. Bereits in Carl Christian Rafns Grønlands historiske Mindesmærker von 1845 hatte Kleinschmidt die Karte über den Kolonialdistrikt Julianehaab korrigiert. Mehrere Karten überließ er offenbar 1855 Inspektor Hinrich Johannes Rink, der selbst an Kartografie interessiert war und der sie später an Det Kongelige Bibliotek und das Søkortarkivet weitergab. Um 1855 schuf er für Rafn auch eine bessere Version der Karte über die Vestribyggð beziehungsweise den Kolonialdistrikt Godthaab, die er 1860 selbst drucken ließ. Im Vorjahr hatte er bereits eine Karte über den Kolonialdistrikt Fiskenæsset herausgegeben. 1863/64 half er dem Søkortarkivet während einer Vermessungsexpedition und schickte ihnen auch sonst selbst Skizzen zu, woraufhin sich das Archiv in Form eines Aneroid-Barometers bei ihm bedankte. 1878 korrigierte er auf Bitte von Jens Arnold Diderich Jensens die Karte über das Gebiet zwischen Nuuk und Paamiut, wobei die Korrekturen jedoch erst nach dem Druck bei Jensen ankamen.
1866 zeichnete er eine Karte über die gesamte damals bekannte grönländische Küste, wobei er auf verschiedene andere Kartografen und Forscher zurückgriff: Den nördlichen Teil des Kolonialdistrikts Upernavik übernahm er aus Stielers Hand-Atlas, den südlicheren Teil bis zur Diskobucht von Rinks Karte über Nordgrönland, die südlich davon liegende Westküste bis Maniitsoq von Skizzen von Grönländern, während er für den übrigen Teil der südlichen Westküste seine eigenen Messungen und Beobachtungen in Verbindung mit grönländischen Skizzen sowie Messungen von Rink und Wilhelm August Graah nutzte. Letzterer konnte auch Informationen über die Ostküste liefern. Die Karte wurde 1868 veröffentlicht und unter anderem 1877 von Rink in seiner englischsprachigen Grönlandsbeschreibung Danish Greenland verwendet.

### Übrige Wissenschaften
Samuel Kleinschmidt verfasste während seiner Zeit in Nuuk zahlreiche wissenschaftliche Schriften. Er war hierbei vor allem davon geprägt, dass Rink zur gleichen Zeit die grönländischen Mythen sammelte und herausgab, von denen Kleinschmidt als bibeltreuer Christ nichts hielt. Obwohl er sonst ein großer Befürworter der traditionellen grönländischen Kultur war, wollte er der Bevölkerung die Welt nach europäischem wissenschaftlichen Interesse vermitteln, wobei jedoch auch immer ein religiöser Einschlag zu erkennen war.
Sein erstes Buch von 1858 behandelte die Geografie der Welt auf Grönländisch. Im ersten Drittel wurde die Größe der Welt, das Klima und anderes allgemein erklärt. Anschließend wurde jeder Kontinent in Bezug auf die Landschaft, das Klima, die Flora und Fauna und die Bevölkerung und Gesellschaft und ihren Glauben einzeln beschrieben. Das letzte Drittel behandelte ausschließlich Israel, um Erläuterungen für die Bibel zu liefern. Kleinschmidt arbeitete später an einer zweiten Ausgabe, die er aber nicht mehr fertigstellte.
Sein zweites Buch von 1859 war eine Beschreibung aller bedeutenden Ereignisse auf der Welt, die Kleinschmidt bekannt waren, auf Grönländisch. Für ihn als Christ beginnt diese mit der Schöpfung 4000 v. Chr. und endet 1858. Das Buch zeugt von einer neutralen Sichtweise, indem sein eigener Hintergrund, Dänemark und die Herrnhuter Brüdergemeine nur in Randnotizen erwähnt werden. Auf dem Titelblatt hieß es, dass das Buch nur der erste Teil war. Als zweiter Teil muss sein späteres Werk Mumisitsiniartunik von 1874 angesehen werden. Zu diesen Büchern gehört auch seine 1873 verfasste Kirchengeschichte. Diese und das Buch von 1874 beleuchten sein Religions- und Weltverständnis, wo er angesichts der Entwicklungen mit der Pariser Kommune dafür argumentiert, dass die Anhänger der Französischen Revolution von 1789 und die Industrialisierung und Änderungen in den Arbeitsverhältnissen den Untergang des christlichen Abendlandes bedeuten.
Nachdem er bereits in seiner Anfangszeit die Lesefähigkeiten und Unterrichtsmaterialien der Schulkinder bemängelt hatte, hatte er 1851 einen Vorschlag für ein neues Lesebuch herumgeschickt, das 1852 in erster und 1861 in zweiter Auflage gedruckt wurde. Direkt im Anschluss an die zweite Auflage revidierte Samuel Kleinschmidt gemeinsam mit Haldor Ferdinand Jørgensen das Leselernbuch von Carl Junius Optatus Steenberg, dessen sechste Ausgabe 1849 erschienen war. Tatsächlich handelte es sich jedoch eher um eine überarbeitete Version von Kleinschmidts eigenem Buch von 1851/52. Bereits 1864 erschien die zweite Auflage. Sein Alphabet entsprach nicht der üblichen Reihenfolge, sondern war phonetisch orientiert: a, e, i, o, u (Vokale), ĸ, r, l, dl (Uvulare und Laterale), k, ng, g, j (Velare), t, n, s, ss (Alveolare), p, m, v, f (Bilabiale). Zudem gab er nur die Silben an, die in der grönländischen Sprache auch vorkommen, während man zuvor für Grönländer unaussprechbare Silben wie beirng gelehrt hatte.
1864 veröffentlichte er ein Buch auf Grönländisch über die Tiere der Welt. Darin beschrieb er alle wichtigen Tiere in drei Abschnitten mit jeweils vier Teilen (Wirbeltiere: Säugetiere, Vögel, Reptilien, Fische; Gliedertiere: Insekten, Spinnen, Vielbeiner (Krabben, Flohkrebse), Würmer; Weichtiere: Schalentiere, Verzweigte (Seesterne, Quallen), Pflanzenartige (Seeanemonen), Wimpertierchen). Kleinschmidt gab allen Tieren grönländische Namen, die teilweise beschreibend waren (katsorik „der sehr braune“ = Zobel), teilweise Grönlandisierungen europäischer Wörter (sukorpiuuni = Skorpion).
1867 schuf er eine grönländische Missionsgeschichte für die ganze Welt, wo er für jeden Kontinent einzeln die religiöse Situation und die Einführung des Christentums schilderte. Während er sonst auf Illustrationen verzichtete, weil er sich nicht die Blöße geben wollte, den bei Rink angestellten Lithografen Lars Møller um Hilfe zu bitten, sah er in diesem Buch, das 1877 in zweiter erweiterter Auflage erschien, eine Weltkarte für unabdingbar – und zeichnete deswegen händisch insgesamt 1600 Weltkarten, die er anschließend mit Aquarellfarben ausmalte.

## Ehrungen

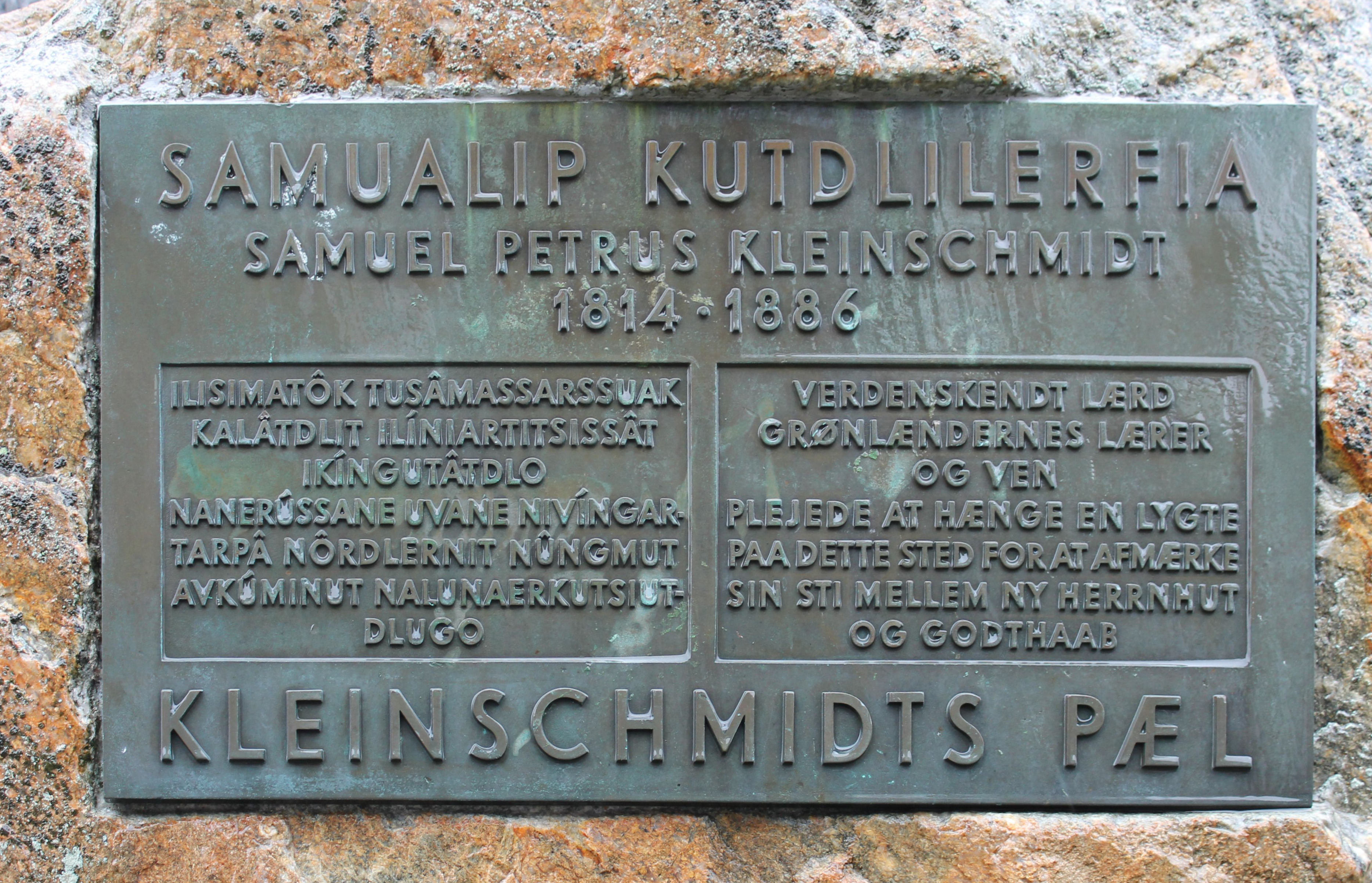
Gedenktafel an Kleinschmidts Pæl/Samualip K'utdlilerfia. Deutsche Übersetzung:

Auf seinem Weg von Neu-Herrnhut zu seinem Arbeitsplatz in Nuuk musste Samuel Kleinschmidt bei jedem Wetter eine Strecke von rund anderthalb Kilometern zurücklegen. Um den Weg auch im Nebel zu finden, stellte er einen großen Pfahl auf, an dem er eine Lampe befestigte. Der Pfahl blieb auch nach seinem Tod stehen und wurde zu einem Denkmal. Später wurde er abgerissen und durch einen neuen Pfahl mit einer Gedenkplatte mit grönländischer und dänischer Inschrift ersetzt. Der Pfahl befindet sich am kleinen Weg Qullilerfik („Wo man sich mit einer Lampe versorgt“) an der Straße Imaneq, dem früheren Skibshavnsvej. Die Straße wird von der nach Samuel Kleinschmidt benannten Samuel Kleinschmidtip Aqqutaa gekreuzt.
Am 19. Juni 1885 erhielt Samuel Kleinschmidt die Fortjenstmedaljen in Gold.
1964 widmete ihm die grönländische Post eine von Czesław Słania entworfene Briefmarke zu 35 Øre, die aber das Konterfei seines Vaters Konrad Kleinschmidt zeigt.

## Werke
Quelle:
- 1851: Grammatik der grönländischen Sprache mit theilweisem Einschluss des Labradordialects
- 1858: Nunalerutit, imáipoĸ: silap píssusianik inuinigdlo ilíkarsautínguit („Geografie [...]“)
- 1859: Silame iliornerit pingârnerit ilait, imáitoĸ: silamiut ingerdlausiánik agdlagánguit, kalâtdlinut silagtorumassunut ilíkarsautigerĸuvdlugit silame inuiaĸatigît ĸanoĸ iliortarnerisa ilainik, ĸanordlo Gûtimit pineĸartarssusiánik, sujunigssamutdlo atautsimut ingerdlatitáussusiánik („Einige der wichtigsten Handlungen auf der Erde [...]“)
- 1861: Nâggârtut navsuerutait, ugperissatik nalunaeramíkik ukioĸ 1530 („Bekenntnis der Protestanten, als sie ihren Glauben bekanntmachten, 1530“) (Übersetzung der Confessio Augustana)
- 1861: ABD
- 1864: Ûmassunik („Über Tiere“)
  - 1881: zweite unveränderte Auflage
- 1864: Atuagarssuit, tássa agdlagkat iluartut tamarmiussut, tastamantitorĸamigdlo tastamantitâmigdlo agdlagkat, imáipoĸ: Gûtip angerusianik sujugdlermigdlo kingugdlermigdlo oĸausigdlit: nugtigkat sujugdlît narĸigdlugit nugterĸigsârsimassut, agdlagsimassoĸatainigdlo nalerĸútunik kapitalidlo ĸanoĸ imaĸarssusînik ilalersorsimassut: sujugdliussut: tastamantitorĸamik agdlagkat („Die Bibel, das ist die ganze heilige Schrift, das Alte Testament und das Neue Testament [...]“)
- 1864: Tugsiautit (Buch der Psalmen)
- 1867: Oĸalugtuánguit ajoĸersuiartortitanik imalûnît: kuisimángitsunik mássákut ajoĸersuiartortitatigut ánáussissumik ajoĸersornerĸalersunik sángniartoĸalersunik, ilainigdlo sule patdlingneĸángitsunik („Kleine Geschichten über Missionare [...]“)
  - 1877: zweite Auflage
- 1869/70: Ajoĸersuiartortitat ilaisa oĸalugtuarissait avdlanik ilagdlit („Geschichten einiger Missionare mit einem Teil anderem“; zwei Teile)
- 1871: Den grønlandske ordbog („Das grönländische Wörterbuch“)
- 1873: Kristumiunik, imáitoĸ: Kristusip ilagîgsaisa mána tikitdligo silamiut akornáne ĸanoĸ ingerdlatitauneránik agdlagánguit, pavkua avangnâmisut ilâta iliniusiai pingârtumik najorĸutaralugit agdlagkat („Über die Christen [...]“)
- 1874: Mumisitsiniartunik („Über die Revolutionäre“)
  - 1884: zweite Auflage
- 1883: Kalâtdlit ĸatángutigîngnianik taissat ajoĸersortaisa sujugdlît maunga autdlarfiánik erĸainiutigssat, autdlarĸârfiánit ukiut 150-ngormata: uk. 1883-ne Jánuârip 19-ne atugagssat („Gedenken an die Reise der ersten Missionare der sogenannten grönländischen Brüdergemeine hierhin, als seit ihrer Ankunft 150 Jahre vergangen sind [...]“)
- 1893: Tastamantitâk, tássa nâlagkavta ánáussissivta Jîsusip Kristusip tastamantianik agdlagkat ivdlernartut: nugtigkat sujugdlît narĸigdlugit nugterĸigsârsimassut, agdlagsimassoĸatainigdlo nalerĸútunik kapitalitdlo ĸanoĸ imaĸarssusînik ilalersorsimassut („Das neue Testament, das ist die heilige Schrift über unseres Herren, unseres Erlösers Jesu Christi Testament [...]“)